# Notte dei cristalli
La Notte dei cristalli (in tedesco Kristallnacht [kʁɪsˈtalˌnaχt] ; nella storiografia tedesca Novemberpogrome [noˈvɛm.bɐ.poˌɡʁoːmə]  o Reichskristallnacht [ˌʁaɪ̯çskʁɪsˈtalˌnaχt] ) fu l'ondata dei pogrom antisemiti divampati su scala nazionale nella Germania nazista tra il 9 e il 10 novembre 1938. Il pretesto scatenante fu l'attentato condotto il 7 novembre a Parigi dal diciassettenne ebreo polacco Herschel Grynszpan ai danni del diplomatico tedesco Ernst Eduard vom Rath.
Fin dall'inizio dell'autunno 1938 la brutalizzazione dell'antisemitismo in Germania gravava pesantemente sull'atmosfera politica: crescevano le pressioni del regime e dei suoi più attivi sostenitori per il definitivo espatrio degli ebrei tedeschi e l'attentato fu subito strumentalizzato dal ministro della Propaganda Joseph Goebbels. Egli, con l'assenso di Adolf Hitler, imbastì rapidamente un'imponente campagna propagandistica contro gli ebrei tedeschi e descrisse il fatto come un deliberato attacco del «giudaismo internazionale» contro il Terzo Reich, che avrebbe comportato le più «pesanti conseguenze» per gli ebrei tedeschi. La sera del 9 novembre, quando giunse la notizia della morte del diplomatico tedesco, scattò un vero e proprio attacco fisico contro gli ebrei e i loro beni in tutti i territori sotto il controllo tedesco, coordinato e ordinato da Goebbels. Al pogrom inizialmente parteciparono semplici membri del Partito nazionalsocialista (NSDAP) e civili tedeschi, ai quali, via via che la notizia della morte del diplomatico si diffondeva, si aggiunsero membri delle Schutzstaffel (SS), delle Sturmabteilung (SA) e della Gestapo, spesso "privatamente", senza un ordine diretto dei superiori; indirettamente partecipò anche il Sicherheitsdienst (SD) di Reinhard Heydrich che, informato successivamente di quanto deciso da Goebbels, diede ordine alle forze di polizia di non reprimere le sommosse.
Durante i disordini e nei giorni successivi fino al 16 novembre furono arrestati indiscriminatamente circa 30 000 ebrei maschi, poi condotti nei campi di concentramento di Dachau, Buchenwald e Sachsenhausen. I rapporti ufficiali dei nazisti parlarono di 91 morti ebrei, ma il numero effettivo fu in realtà di gran lunga più elevato (probabilmente fra i 1 000 e i 2 000), specie se considerati i maltrattamenti inflitti dopo gli arresti. Furono colpiti simboli, strutture comunitarie e i mezzi di sostentamento della comunità ebraica; oltre 520 sinagoghe vennero bruciate o completamente distrutte, centinaia di case di preghiera e cimiteri vennero demoliti, furono assaltate scuole e orfanotrofi e migliaia di luoghi di aggregazione ebraici, assieme a migliaia di esercizi commerciali e abitazioni private di cittadini israeliti.
Nel linguaggio comune il Novemberpogrome 1938 ("Pogrom del novembre 1938") fu ribattezzato Reichskristallnacht ("Notte dei cristalli del Reich") o più semplicemente Kristallnacht (espressione fatta circolare da parte nazionalsocialista e diffusasi poi nella storiografia comune), termini di una certa valenza derisoria in quanto richiamano le vetrine distrutte. Il pogrom diede un'accelerazione all'inasprimento della Judenpolitik ("politica ebraica") nel territorio: in una riunione ministeriale del 12 novembre fu deciso di varare una serie di decreti che dessero forma concreta ai vari piani di esproprio dei beni ebraici discussi nei mesi precedenti. Una stretta sulla legislazione razziale che fu il preludio di una futura forzata emigrazione degli ebrei dalla Germania.

## Antefatti

### La macchina della persecuzione

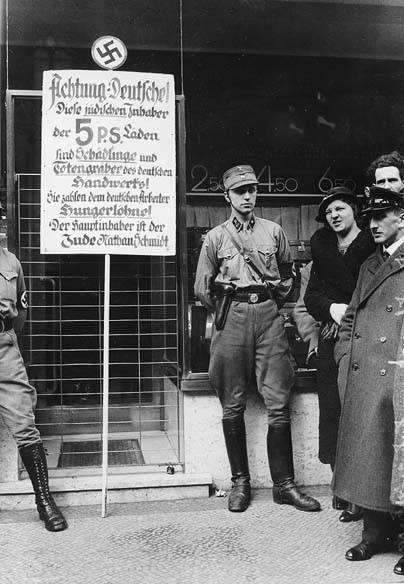
Militi delle SA impongono il boicottaggio dei negozi ebraici, 1º aprile 1933

Nei primi anni di potere del Partito Nazionalsocialista Tedesco dei Lavoratori (NSDAP) in Germania, i provvedimenti legislativi contro gli ebrei ebbero carattere asistematico e le brutalità non coordinate e selvagge antiebraiche provocarono disagio in molti tedeschi: alcuni erano contrari alla violenza gratuita, anche se molti all'interno e all'esterno del partito non avevano un'opinione certa sul tipo di disposizioni da prendere o tollerare nei confronti della minoranza etnica. Nel 1935 le leggi di Norimberga e i successivi decreti inquadrarono la discriminazione razziale nell'ordinamento giuridico della Germania nazista, definendo chiaramente chi dovesse essere considerato ebreo, o parzialmente ebreo, e imponendo un'ampia serie di divieti coerenti con il programma eliminazionista degli ebrei tedeschi.
Queste leggi infatti furono emanate per codificare l'esclusione degli ebrei dalla vita sociale e civile della Germania e, più in generale, separarli dal Volk. I provvedimenti che le componevano, ossia la Legge per la protezione del sangue e dell'onore tedesco e la Legge sulla cittadinanza del Reich, spogliavano gli ebrei della cittadinanza e proibivano i matrimoni misti e i rapporti sessuali al di fuori dei matrimoni già in atto. Furono norme molto ben accettate dai tedeschi, tanto che un rapporto della Gestapo di Magdeburgo riportava come «la popolazione considera la regolazione dei rapporti con gli ebrei un atto emancipatorio, che porta chiarezza e, nel contempo, maggiore fermezza nella tutela degli interessi razziali del popolo germanico».
Dopo le leggi di Norimberga le violenze conobbero un deciso calo fino al 1937, sebbene aggressioni verbali e fisiche nei confronti degli ebrei continuassero e la Germania andasse avanti nella loro esclusione giuridica, economica, professionale e sociale. Lo stesso ministro dell'Economia Hjalmar Schacht, nonostante non si opponesse alla legislazione, riteneva inopportune le iniziative violente del partito e dei suoi militanti, che mettevano in cattiva luce la posizione della nazione nel mondo, con conseguenze dirette nell'economia: non a caso egli lamentò perdite di contratti esteri delle ditte tedesche per via dell'antisemitismo, consapevole che nell'immediato gli ebrei fossero indispensabili per il commercio, poiché avevano nelle loro mani l'importazione di alcuni prodotti rari di cui l'esercito aveva bisogno per il riarmo; Schacht preferì dunque una persecuzione per vie "legali". L'arianizzazione delle aziende ebraiche proseguì però inesorabile e anzi accelerò grazie alla promulgazione del piano quadriennale. Questa fu accompagnata da una nuova ondata di boicottaggi intimidatori in parecchie zone del paese, segno che molti clienti tedeschi continuavano a frequentare i negozi di proprietà israelita con conseguente esasperazione delle autorità naziste. Persino un fervente antisemita come Julius Streicher, nel 1935, aveva affermato che la questione ebraica era in via di risoluzione secondo metodi legali e che la popolazione avrebbe dovuto mantenere il controllo: «Noi non diamo in escandescenza e non aggrediamo gli Ebrei. Non abbiamo bisogno di farlo. Colui che si dedica a questo tipo di azioni isolate (Einzelaktionen) è un nemico dello Stato, un provocatore, forse anche un Ebreo».

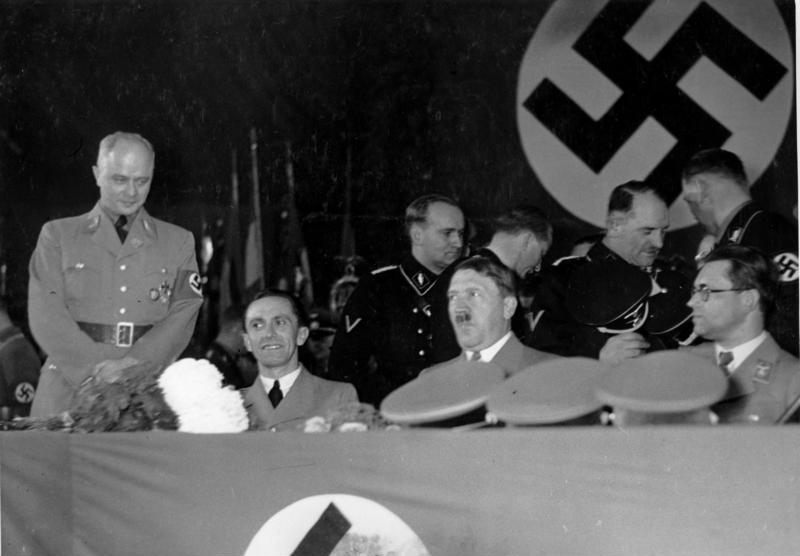
Da sinistra a destra: Artur Görlitzer, Joseph Goebbels, Adolf Hitler e Josef Dietrich allo Sportpalast di Berlino, 31 ottobre 1936

Nel 1938 tale "calma" fu interrotta da una ripresa delle istituzioni statali e del partito per trovare una "soluzione" alla «questione ebraica» (Judenfrage): l'anno fu caratterizzato da una recrudescenza di aggressioni fisiche, distruzione di beni, pubbliche umiliazioni e arresti cui faceva seguito l'internamento temporaneo nei campi di concentramento. Per gli ebrei divenne impossibile vivere al di fuori delle grandi città, gli unici luoghi in cui potevano sperare nell'anonimato; diventavano sempre più numerose le piccole località di provincia che si proclamavano libere dagli ebrei (judenrein). Alcune sezioni del partito cominciarono ad agitarsi e, secondo lo storico Raul Hilberg, ciò fu dovuto al fatto che alcuni membri, soprattutto le SA e l'apparato della propaganda, intesero le sommosse del 1938 come un mezzo con cui riconquistare prestigio e influenza.
Perseguendo una linea sempre più aggressiva in politica estera e militare, il regime abbandonò dunque le remore riguardo alle possibili reazioni internazionali contro le iniziative antisemite: inoltre, sia pur condotta in modo discontinuo, l'arianizzazione dell'economia era stata quasi completata senza aver provocato alcuna catastrofe. Poiché la guerra si avvicinava, divenne essenziale per il regime la rimozione degli ebrei presenti nel paese, sì da ridurre l'eventualità che si ripetesse quella «pugnalata alla schiena» che era costata alla Germania la prima guerra mondiale: una fantasia che, anche in seguito, avrebbe svolto un ruolo cardine nelle linee programmatiche di Hitler e dei suoi collaboratori. Il 28 marzo 1938, con effetto retroattivo dal 1º gennaio dello stesso anno, una nuova legge privò le associazioni culturali ebraiche del loro statuto di persona giuridica, eliminando così un'importante tutela ed esponendole a un più gravoso regime fiscale; poi, tra luglio e settembre, migliaia di medici, avvocati, dentisti, veterinari e farmacisti si videro revocare la licenza. Sempre in estate, il Sicherheitsdienst di Reinhard Heydrich, assieme alla polizia di Berlino, diede inizio a una serie di retate e arresti in tutta la capitale con lo scopo di indurre gli ebrei ad abbandonare definitivamente la Germania. E in effetti furono rilasciati solo una volta che le associazioni ebraiche ebbero disposto i preparativi per la loro emigrazione. Per la base del partito, questo insieme di discorsi, leggi, decreti e azioni di polizia indicava che era tempo di scendere nuovamente in piazza. Gli episodi di violenza di massa avvenuti a Vienna in seguito all'Anschluss costituirono un ulteriore incentivo; aizzati da Joseph Goebbels e dal capo della polizia di Berlino Wolf-Heinrich von Helldorf, i nazisti della capitale tedesca dipinsero la stella di David sulle vetrine dei negozi di proprietà israelita, sulle porte degli ambulatori medici e degli studi degli avvocati ebrei della capitale, demolendo tre sinagoghe.

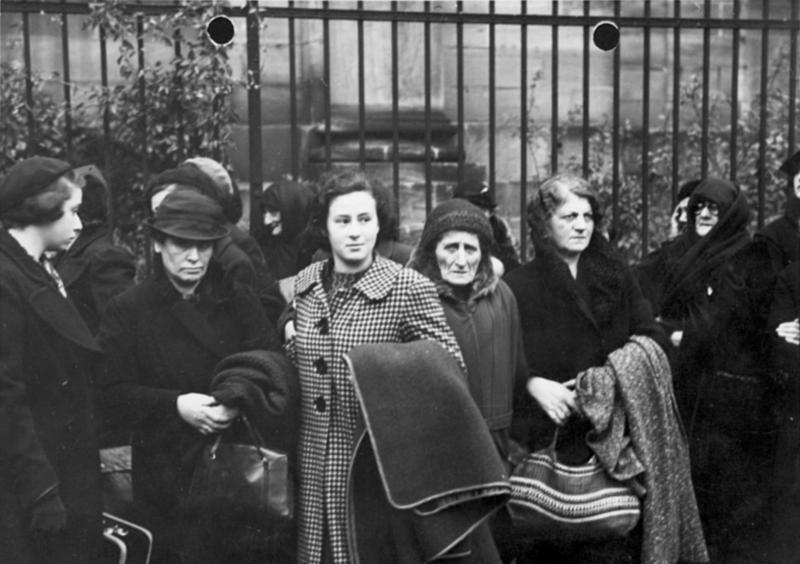
Norimberga, ebrei polacchi in attesa di espulsione, 28 ottobre 1938

D'altronde questa nuova fase di violenze antisemite, la terza dopo quelle del 1933 e del 1935, era stata inaugurata dallo stesso Adolf Hitler il 13 settembre 1937 al tradizionale raduno del partito: egli dedicò gran parte del suo discorso a un attacco frontale agli ebrei, definiti «inferiori in tutto e per tutto», senza scrupoli, sovversivi, decisi a minare la società dall'interno, a sterminare chi era più bravo di loro e a stabilire un regime bolscevico fondato sul terrore. La nuova fase persecutoria portò con sé una nuova serie di leggi e decreti che peggiorò notevolmente la situazione degli ebrei tedeschi. Secondo lo storico Ian Kershaw, per stimolare l'impennata della campagna antisemita Hitler dovette fare poco o nulla; furono altri a prendere le iniziative e a incitare all'azione, sempre partendo dal presupposto che ciò fosse in linea con la grande missione del nazismo. Era, questo, un classico esempio di lavoro "verso il Führer", dando per scontata la sua approvazione a tali misure. Goebbels, uno dei principali fautori della radicale azione antisemita, non ebbe difficoltà nell'aprile 1938, sulla scia della feroce persecuzione inflitta agli ebrei di Vienna, a convincere Hitler ad appoggiare i suoi piani per ripulire Berlino, sede del suo Gau personale. Unica condizione posta dal Führer fu che nulla fosse intrapreso prima del suo incontro con Benito Mussolini agli inizi di maggio, in una serie di colloqui circa le mire della Germania in Cecoslovacchia.
Nell'autunno 1937, ai datori di lavoro ariani era stato ordinato di licenziare i dipendenti ebrei: come conseguenza furono espulsi circa un migliaio di ebrei russi. L'anno successivo il Sicherheitsdienst rivolse la sua attenzione ai 50 000 ebrei polacchi residenti nel paese; costoro, per Heydrich, erano un fastidio perché non erano sottoposti alla legislazione antiebraica. Preoccupata di un loro possibile rientro, la dittatura militare polacca di stampo antisemita promulgò il 31 marzo 1938 una legge che consentiva la revoca della cittadinanza a tali persone, le quali sarebbero così divenute apolidi. I negoziati fra la Gestapo e l'ambasciata polacca di Berlino non approdarono a nulla e, il 27 ottobre, la polizia tedesca cominciò ad arrestare i lavoratori polacchi, in certi casi insieme alle loro famiglie, stipandoli su vagoni piombati e accompagnandoli al confine. Circa 18 000 persone vennero espulse senza preavviso, con appena il tempo di portarsi dietro qualche effetto personale; giunte alla frontiera, venivano fatte scendere dal treno e trascinate oltre confine. Le autorità polacche però sbarrarono il proprio lato della frontiera, lasciando gli espulsi a vagare senza meta in una "terra di nessuno", fino a quando non si risolsero a impiantare dei campi profughi subito a ridosso del confine. Il 29 ottobre 1938, quando il governo polacco ordinò l'espulsione dei cittadini tedeschi nella direzione opposta, la polizia del Reich portò l'operazione alla stretta finale. Da ultimo, dopo una serie di negoziati intergovernativi, fu consentito ai deportati di tornare in Germania a raccogliere i propri averi per poi ristabilirsi definitivamente in Polonia.

### L'omicidio di vom Rath
Mentre le autorità polacche esitavano a emettere i permessi di entrata nel paese, migliaia di espulsi attendevano a Zbąszyń affamati e sofferenti; alcune persone si suicidarono. Una coppia di profughi, che aveva vissuto a Hannover per oltre ventisette anni, aveva un figlio diciassettenne, Herschel Grynszpan, che viveva a Parigi. Dal confine la sorella Berta gli inviò una lettera in cui raccontava dell'espulsione e chiedeva al fratello un piccolo aiuto in denaro per sopravvivere. L'angosciato messaggio giunse il 3 novembre a Herschel, il quale, la mattina del 6, comprò una pistola, deciso a vendicare l'oltraggio alla sua famiglia e a tutti gli ebrei ingiustamente espulsi. Il giorno seguente si recò all'ambasciata tedesca e, dopo aver detto al portiere che aveva un messaggio molto importante per l'ambasciatore, riuscì ad entrare nell'ufficio del terzo segretario dell'ambasciata, Ernst Eduard vom Rath, e sparò cinque colpi, centrando l'uomo due volte e procurandogli gravi ferite, ma senza ucciderlo.

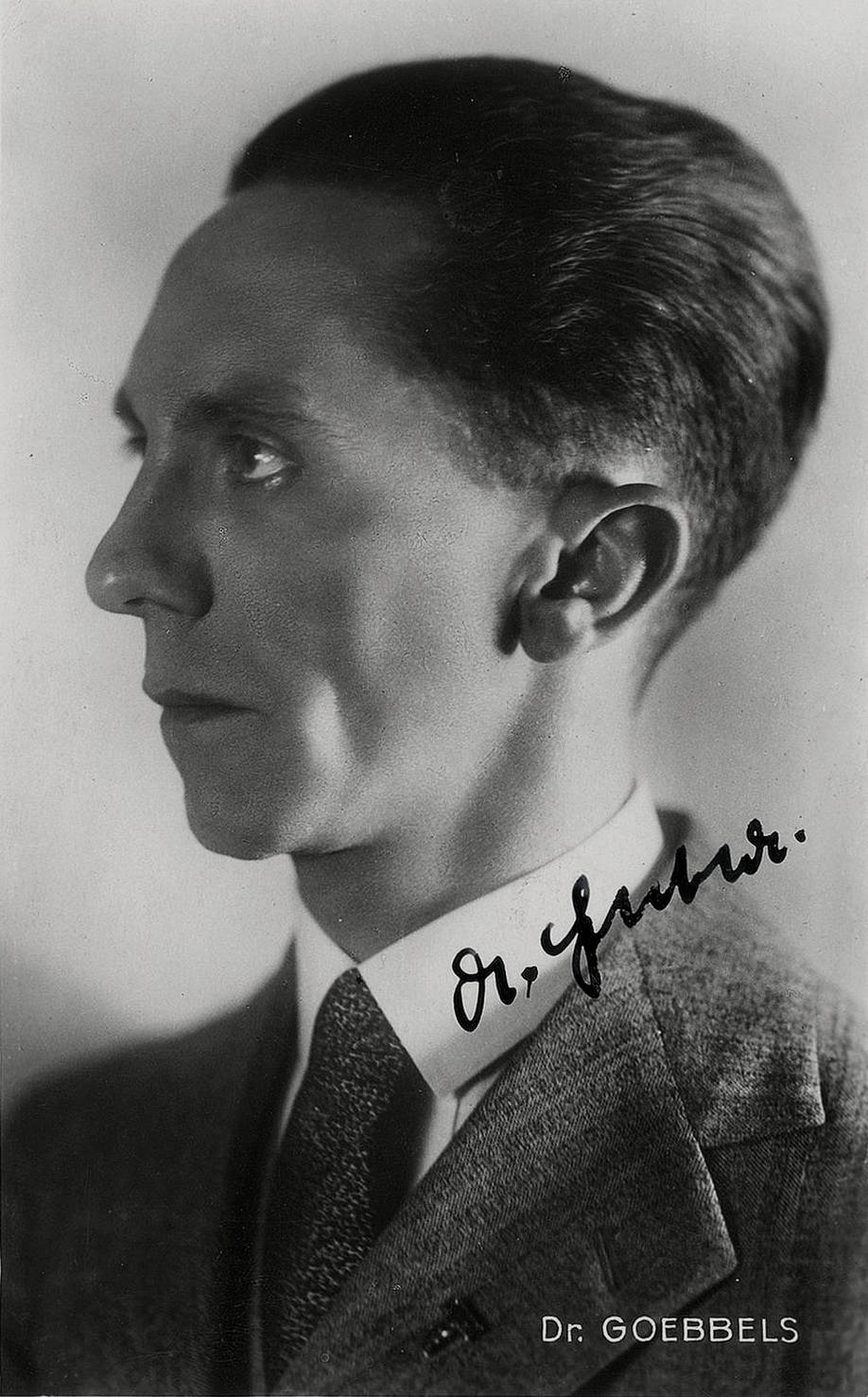
Ritratto di Joseph Goebbels

Intanto, a Monaco di Baviera, erano in atto le celebrazioni del cosiddetto "putsch della birreria" del 1923, presiedute da Hitler. Questi, venuto a sapere dell'accaduto, ordinò al suo medico personale, il dottor Karl Brandt, di recarsi a Parigi assieme al direttore della clinica universitaria di Monaco. I due giunsero in città l'8 novembre, mentre in Germania la stampa tedesca lanciava accuse contro il popolo ebraico annunciando le prime misure punitive contro gli ebrei tedeschi; nel contempo fu bloccata la stampa di ogni quotidiano o periodico ebraico, vietato l'accesso dei bambini ebrei alle elementari e sospese a tempo indeterminato tutte le attività culturali ebraiche. Quello stesso giorno Goebbels riferì di manifestazioni spontanee di ostilità antisemite in molte città del Reich: una sinagoga fu incendiata a Bad Hersfeld, nell'Assia, a Kassel e Vienna sinagoghe e negozi ebraici furono assaltati da cittadini tedeschi, che danneggiarono vetrine e suppellettili. In realtà si trattava di precise direttive di Goebbels, il quale aveva ordinato al responsabile della Propaganda dell'Assia (coadiuvato in questo dalla Gestapo e dalle SS) di prendere d'assalto le sinagoghe della regione per tastare il polso dell'opinione pubblica in vista di un possibile allargamento del pogrom. A Kassel, invece, l'attacco alla sinagoga era stato effettuato dalle camicie brune. In serata Hitler tenne il suo discorso per l'anniversario del mancato golpe; tuttavia evitò di menzionare l'episodio del ferimento di vom Rath alla platea, avendo chiaramente in animo di passare all'azione subito dopo la morte del diplomatico, che sembrava imminente, stando alle comunicazioni ricevute da Brandt.
Riguardo agli atti di violenza registrati il giorno 8, Goebbels dichiarò alla stampa il giorno seguente che costituivano l'espressione spontanea della collera del popolo tedesco verso gli istigatori del vergognoso attentato di Parigi. Il contrasto con l'omicidio del funzionario regionale del partito Wilhelm Gustloff, perpetrato dall'ebreo David Frankfurter nel febbraio 1936 e che – dato l'interesse hitleriano a tenersi buona l'opinione pubblica internazionale nell'anno delle Olimpiadi – non aveva suscitato alcuna reazione violenta né dai vertici né dalla base del partito, non avrebbe potuto essere più evidente. Esso dimostrava, secondo lo storico Richard J. Evans, che l'attentato, «lungi dall'essere la causa di ciò che seguì, ne fu in realtà il semplice pretesto».
La sera del 9 Hitler fu informato da Brandt che vom Rath era morto alle 17:30 ora tedesca. La notizia, pertanto, raggiunse non solo lui ma anche Goebbels e il ministero degli Esteri. Immediatamente, il Führer diede incarico a Goebbels di lanciare una massiccia e ben coordinata aggressione contro gli ebrei tedeschi, unitamente all'arresto e alla reclusione nei campi di concentramento di tutti gli israeliti adulti di sesso maschile che si fosse riusciti a catturare. Informò perciò Himmler del fatto che «Goebbels [fosse] il responsabile dell'intera operazione»; Himmler disse:
Lo storico Saul Friedländer affermò: «Per Goebbels fu quella un'occasione per dimostrare le proprie capacità di leader come non gliene erano più capitate dal boicottaggio dell'aprile 1933. Il ministro della Propaganda desiderava ardentemente dimostrare le proprie capacità agli occhi del maestro. Hitler aveva espresso critiche sulla scarsa efficacia, nella stessa Germania, della campagna di propaganda durante la crisi dei Sudeti. Inoltre Goebbels era parzialmente in disgrazia a causa della sua relazione con l'attrice ceca Lida Baarova e per la sua intenzione di divorziare dalla moglie, Magda, una delle più intime protégée di Hitler. Il Führer aveva messo fine alla storia e all'idea del divorzio, ma il suo ministro necessitava ancora di qualche iniziativa di peso. E adesso l'aveva a portata di mano.» Sussistono tuttavia delle dichiarazioni circa la diretta responsabilità di Hitler, riportate sempre da Friedländer: esemplificativo in tal senso un colloquio, tratto dai diari di Ulrich von Hassell, ex ambasciatore tedesco a Roma, fra Göring e Johannes Popitz, ministro delle finanze di Prussia, in cui questi protestò con Göring chiedendo che i responsabili del pogrom fossero puniti, ricevendo come risposta: «Mio caro Popitz, lei desidera forse punire il Führer?» Similmente, secondo lo storico Evans, a Hitler si era presentata l'opportunità ideale per indurre quanti più ebrei possibile a lasciare la Germania di fronte a una terribile esplosione di violenza e di distruzione, che sarebbe stata presentata dalla stampa di regime come «frutto della sgomenta reazione alla notizia della morte del diplomatico»; allo stesso tempo l'omicidio avrebbe fornito la propagandistica giustificazione alla completa e definitiva segregazione degli ebrei dall'economia, dalla società e dalla cultura.

## La Notte dei cristalli

### I pogrom del 9 e 10 novembre 1938
Verso le ore 21:00 del 9 novembre, durante la cena presso il municipio di Monaco, quando potevano essere osservati da buona parte degli invitati, Hitler e Goebbels furono avvicinati da un messaggero, il quale annunciò loro ciò che in realtà già sapevano sin dal tardo pomeriggio: il decesso di vom Rath. Dopo una breve e concitata conversazione, Hitler si congedò prima del solito per ritirarsi nei suoi alloggi privati. Verso le 22:00 fu Goebbels a prendere la parola innanzi ai Gauleiter, annunciò che vom Rath era morto e che erano già scoppiate sommosse nei distretti di Kurhessen e di Magdeburgo-Anhalt. Il ministro aggiunse che, su suo suggerimento, Hitler aveva deciso che nel caso le sommosse avessero assunto proporzioni maggiori, non si sarebbe dovuto intervenire per scoraggiarle. Forse Goebbels rese edotto dei piani Hitler; nei suoi diari infatti ricordò: «Sottopongo la faccenda al Führer. Lui decreta: lasciare libero sfogo alle manifestazioni. Richiamare la polizia. Che una volta tanto gli ebrei sappiano cosa sia la rabbia popolare. Giusto. Trasmetto subito le necessarie direttive alla polizia e al partito. Poi ne parlo brevemente alla dirigenza del partito. Applausi scroscianti. Tutti si precipitano ai telefoni. Adesso le persone agiranno». Goebbels fece indubbiamente del suo meglio per assicurarsi il concreto intervento del popolo, comunicando dettagliate istruzioni su ciò che si doveva e non si doveva fare. Immediatamente dopo il suo discorso, la Stoßtrupp Hitler, squadra d'assalto le cui tradizioni risalivano ai giorni delle risse da birreria antecedenti al putsch, cominciava a seminare distruzione per le vie di Monaco; demolì quasi subito l'antica sinagoga della Herzog-Rudolf-Straße, rimasta in piedi dopo la distruzione, in estate, della sinagoga principale. A Berlino, nell'elegante viale Unter den Linden, una folla di persone si riunì all'Ufficio del turismo francese dove alcuni ebrei erano in fila in attesa di informazioni per emigrare: la folla costrinse l'ufficio a chiudere e disperse le persone in fila al grido «Abbasso gli ebrei! Vanno a Parigi per raggiungere l'assassino!».
(Rapporto della Corte suprema del partito nazionalsocialista sugli eventi del 9-10 novembre 1938.)
Poco prima della mezzanotte del 9 novembre, Hitler e Himmler si incontrarono nell'hotel Rheinischer Hof e dal colloquio scaturì una direttiva, inoltrata via telex alle 23:55 dal capo della Gestapo Heinrich Müller a tutti i comandanti di polizia del paese, che specificava: «Azioni contro i giudei, e in particolare contro le loro sinagoghe, si scateneranno a brevissimo in ogni parte del paese. Esse non devono essere interrotte. Occorre tuttavia provvedere, in collaborazione con le forze della Ordnungspolizei, a che siano evitati episodi di sciacallaggio e altri eccessi particolari [...] Preparare l'arresto di 20-30 000 ebrei sul territorio nazionale, prediligendo in particolar modo quelli abbienti».
All'1:20 del 10 novembre, Heydrich ordinò alla polizia e al Sicherheitsdienst di non impedire la distruzione delle proprietà ebraiche né violenze contro gli ebrei tedeschi; in compenso non dovevano essere tollerati atti di sciacallaggio né maltrattamenti a cittadini stranieri, anche se ebrei. Fu inoltre evidenziato che bisognava evitare danni alle proprietà tedesche contigue ai negozi e agli edifici di culto israeliti, nonché arrestare tanti ebrei da riempire completamente lo spazio disponibile nei campi. Alle 02:56 un terzo telex, trasmesso su ordine di Hitler dall'ufficio del suo vice, Rudolf Hess, rafforzò quest'ultimo punto aggiungendo che, «per ordini superiori, non dovevano essere appiccati incendi nei negozi ebraici per non mettere a repentaglio gli immobili tedeschi adiacenti». A quel punto il pogrom era in pieno svolgimento in molte località della Germania: tramite gli ordini inoltrati per via gerarchica a tutte le sedi del partito, squadre d'assalto e attivisti, che stavano ancora celebrando nei propri quartieri generali l'anniversario del 1923, diedero inizio alle violenze. Molti di loro erano ubriachi e poco inclini a prendere sul serio la prescrizione di astenersi da saccheggi e da violenze personali, «così bande di camicie brune fuoriuscirono da case e sedi del partito, quasi tutti in abiti civili, armati di taniche di benzina, e si diressero verso la sinagoga più vicina».
La violenza si scatenò più o meno contemporaneamente da Berlino fino ai villaggi rurali e si registrarono eventi terribili nel cuore della notte, che al sorgere del sole non accennarono a placarsi. Nella capitale, alle prime ore del mattino, folle incontrollate distrussero circa 200 negozi di proprietà ebraica e sulla Friedrichstraße le persone si lasciarono andare al saccheggio dei negozi; a Colonia un giornale britannico riportò che: «le folle ruppero le vetrine di quasi ogni negozio ebraico, entrarono a forza in una sinagoga, ne rovesciarono i sedili e ruppero i vetri delle finestre». A Salisburgo la sinagoga fu distrutta e i negozi ebraici sistematicamente saccheggiati; a Vienna, secondo i resoconti, almeno 22 ebrei si tolsero la vita durante la notte, mentre «autocarri carichi di ebrei furono portati a Doliner Straße dalle SA e costretti a demolire una sinagoga». Secondo i resoconti, anche a Potsdam, Treuchtlingen, Bamberga, Brandeburgo, Eberswalde e Cottbus furono saccheggiati, demoliti e infine dati alle fiamme i luoghi di culto, senza tener conto della loro età: ad esempio, quello di Treuchtlingen risaliva al 1730. Il console generale britannico a Francoforte sul Meno, Robert Smallbones, inviò a Londra una relazione sugli accadimenti avvenuti a Wiesbaden alle prime luci dell'alba: «La violenza era iniziata con l'incendio di tutte le sinagoghe» e durante il giorno «gruppi organizzati di entrambe le formazioni politiche [SA e SS] fecero visita a ogni negozio o ufficio ebraico, distruggendo vetrine, beni, attrezzature. [...] Furono arrestati oltre duemila ebrei [...] tutti i rabbini con altri leader e insegnanti religiosi [erano] in stato di arresto». Delle 43 sinagoghe e case di preghiera di Francoforte, almeno ventuno furono distrutte o danneggiate dal fuoco. A Schwerin tutti gli esercizi ebraici furono contrassegnati con una stella di David alla sera, così da essere rapidamente riconosciuti e distrutti il giorno seguente; a Rostock fu appiccato un incendio alla sinagoga della città e a Güstrow, oltre al luogo di culto, vennero bruciati il tempio del cimitero ebraico e il negozio di un orologiaio ebreo. La totalità degli abitanti ebrei furono tratti in arresto, così come successe a Wismar, dove i maschi della comunità ebraica furono prelevati dalla polizia.
Ad attestare la distruzione delle sinagoghe esistono molte testimonianze fotografiche, come quelle che ritraggono un enorme falò nella piazza centrale di Zeven, alimentato con gli arredi della vicina sinagoga e a cui furono obbligati ad assistere i bambini della vicina scuola elementare. A Ober-Ramstadt fu immortalato il lavoro dei pompieri impegnati a proteggere un'abitazione nelle vicinanze della sinagoga della città in fiamme, così come vennero fotografate in fiamme anche le sinagoghe di Siegen, Eberswalde, Wiesloch, Korbach, Eschwege, Thalfang e Ratisbona, città quest'ultima in cui furono immortalate anche colonne di ebrei maschi in uscita dal vecchio quartiere ebraico, costrette a marciare sotto la scorta delle SA verso il campo di Dachau. 
A Brema, alle 2:00, tre autopompe dei pompieri presero posizione nella strada dove si trovavano la sinagoga e l'edificio amministrativo della comunità ebraica; tre ore più tardi erano ancora là, mentre i due edifici venivano prima saccheggiati e poi bruciati. Un uomo delle SA costrinse inoltre un autista a schiantarsi con il proprio camion contro gli ingressi dei vari negozi ebraici, i cui beni furono confiscati. Sulle vetrine così danneggiate vennero apposte targhe preparate in precedenza, con frasi come "Vendetta per vom Rath", "Morte all'ebraismo internazionale e alla frammassoneria" e "Non si fanno affari con le razze legate agli ebrei". Il console britannico T.B. Wildman riferì che la sarta ebrea Lore Katz fu portata in strada in camicia da notte ad assistere al saccheggio della sua attività, oltre a riportare che «un uomo di nome Rosenberg, padre di sei figli» e costretto ad abbandonare la sua casa, «oppose resistenza e fu ucciso». Nelle stesse ore, alla notizia del primo ebreo morto durante le violenze, Goebbels osservò che «è inutile sconvolgersi per la morte di un ebreo: toccherà a migliaia di altri nei giorni a venire» e, trattenendo a stento la soddisfazione per gli eventi, annotò sul proprio diario:
Le notizie relative ad alcuni degli assassinii si devono ai rapporti di diplomatici e corrispondenti di nazioni estere. Un dipendente del The Daily Telegraph fece pervenire informazioni da Berlino: « [...] si ha notizia che il custode della sinagoga di Prinzregentstraße abbia perso la vita nell'incendio con tutta la sua famiglia» e che due ebrei erano stati linciati nella parte orientale della capitale; un suo collega riportò invece: «Pareva che persone normalmente decorose fossero completamente in preda a odio razziale e isterismo. Ho visto donne elegantemente vestite battere le mani e gridare di gioia». Un corrispondente del News Chronicle vide saccheggiatori «rompere con particolare attenzione le vetrine delle gioiellerie e, ridacchiando, imbottirsi le tasche dei ninnoli e delle collane che cadevano sui marciapiedi»; in contemporanea, sulla Friederichstraße «un pianoforte a coda fu trainato sul marciapiede e demolito con accette, tra urla, esultanze e applausi». A Dortmund, città in cui la comunità ebraica era già stata costretta a vendere ai nazisti la sinagoga, un ebreo rumeno fu costretto a strisciare per quattro chilometri lungo le strade della città mentre veniva percosso; a Bassum la cinquantaseienne Josephine Baehr si suicidò dopo aver assistito all'arresto del marito e alla demolizione della casa; a Glogau, dove furono distrutte entrambe le sinagoghe, Leonhard Plachte fu gettato fuori dalla finestra della propria abitazione e perse la vita; a Jastrow l'ebreo Max Freundlich rimase ucciso nel corso dell'arresto e a Beckum (in cui sinagoga e scuola ebraica furono rase al suolo) fu ucciso a sangue freddo il novantacinquenne Alexander Falk.
A Monaco di Baviera un inviato del The Times raccontò che i negozi ebrei furono attaccati «da folle istigate dalle camicie brune, la maggior parte delle quali sembravano veterani del putsch che hanno marciato ieri a Monaco». Lo stesso quotidiano riportò come la Kaufinger Straße, una delle vie principali, sembrasse «devastata da un bombardamento aereo» e che «ogni negozio ebreo della città era parzialmente o completamente distrutto». Nella città furono arrestati 500 ebrei e tutti gli altri, secondo quanto annunciato dalle radio, avrebbero dovuto lasciare la Germania; molti di loro, in effetti, tentarono di dirigersi verso la frontiera svizzera, ma i distributori rifiutarono di vendere la benzina e la Gestapo requisì gran parte dei loro passaporti. Neppure Vienna, annessa alla Germania da appena otto mesi, sfuggì alla notte dei cristalli. «Vedere le nostre sinagoghe che prendevano fuoco» ricordò Bronia Schwebel, «vedere proprietari di attività commerciali passarvi di fronte con cartelli sulle spalle "Mi vergogno di essere ebreo", mentre i loro negozi venivano saccheggiati, faceva paura e spezzava il cuore. Non erano solo i negozi ad essere violati, erano le loro vite...». La mattina del 10 novembre molti viennesi, infatti, dopo aver letto della morte di vom Rath, se la presero con gli ebrei alle fermate dei tram e scoppiarono numerosi pestaggi; civili austriaci e SA si lanciarono contro le vetrine dei negozi e attaccarono addirittura un asilo ebraico. Il dodicenne Fred Garfunkel vide la drogheria sotto casa «frantumarsi in mille pezzi» mentre soldati a bordo di autocarri parcheggiati ad ogni angolo «vi tiravano su persone dalla strada». Intorno alle 09:00 le sinagoghe di Hernalser e Hietzinger furono date alle fiamme e verso mezzogiorno la folla irruppe nella Scuola rabbinica di Große Schiffgaße, ne trascinò fuori il mobilio e ne fece un falò; pochi minuti più tardi si udì una forte esplosione provenire dalla sinagoga di Tempelgaße, dove le camicie brune avevano deliberatamente posto dei fusti di benzina prima di darle fuoco. Così come accaduto in Germania, ci fu anche un'ondata di arresti: solo il 10 novembre ben 10 000 maschi ebrei furono imprigionati. In serata 6 000 furono rilasciati, ma i restanti furono deportati a Dachau.
Lo stesso Goebbels cominciò a consultarsi per telefono con Hitler su come e quando porre fine all'azione. Alla luce delle sempre più numerose critiche al pogrom mosse anche, seppure non certo per ragioni umanitarie, dagli alti comandi della dirigenza nazista, si optò per la sua conclusione. Successivamente il ministro della Propaganda abbozzò un ordine per fermare le violenze e lo portò di persona al Führer che stava pranzando all'osteria Bavaria: «Fatto rapporto al Führer all'Osteria, concorda su tutto. La sua posizione è improntata a radicalismo e aggressività assoluti. L'azione in sé si è svolta senza problemi di sorta [...] Il Führer è determinato a varare severissime misure contro gli ebrei. Per i loro affari devono sbrigarsela da soli. L'assicurazione non gli rimborserà un soldo. Vuole passare quindi a una graduale espropriazione delle attività giudaiche». Hitler approvò dunque il testo di Goebbels, che fu letto alla radio quello stesso pomeriggio intorno alle 17:00 e stampato sulle prime pagine dei giornali del mattino dopo.

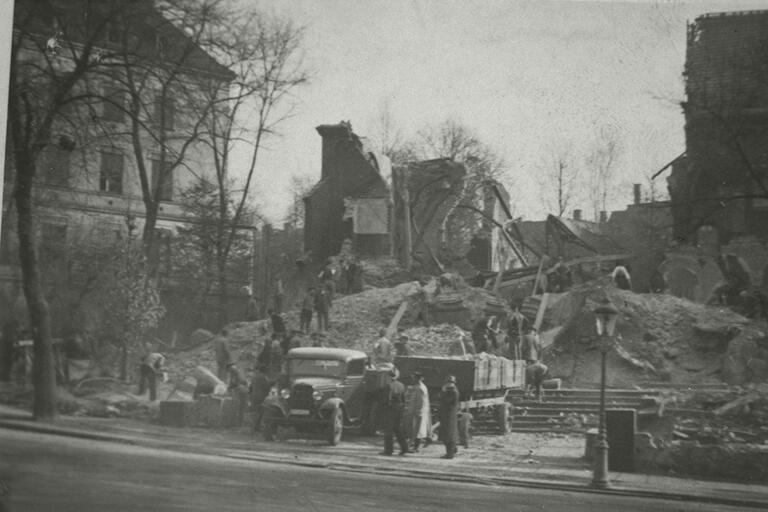
La sinagoga di Chemnitz in macerie dopo la Reichspogromnacht

La polizia e gli ufficiali del partito iniziarono a mandare a casa i dimostranti, ma gli arresti da parte della Gestapo erano appena iniziati. Sono rimaste tre testimonianze di altrettanti villaggi tedeschi in cui durante il pogrom i preti e le parrocchie si adoperarono per evitare il massacro: Warmsried, Derching e Laimering. Pare che quasi nessuna altra comunità ebraica residente nei villaggi fu risparmiata dalle violenze e dall'umiliazione. Secondo lo storico Daniel Goldhagen fu proprio nei piccoli villaggi rurali che le SA furono accolte con più favore, mentre nelle grandi città la popolazione preferì assistere indifferente, piuttosto che partecipare in modo attivo. Nelle piccole comunità la gente del luogo ne approfittò con «la consapevolezza che in quel giorno gli ebrei erano "caccia aperta" [Vogelfrei] [...] e alcuni si lasciarono prendere la mano, accanendosi sugli ebrei tormentati e indifesi». La gente comune, se partecipò, lo fece spontaneamente senza essere provocata o incoraggiata e, in alcuni casi, i genitori portarono con sé i propri figli. Fu infatti registrato che in testa a molti attacchi contro gli ebrei e alle azioni vandaliche a danno dei negozi si trovavano ragazzi in età scolare. Il 15 novembre il diplomatico Ulrich von Hassell annotò sul proprio diario che gli organizzatori del pogrom erano stati «sufficientemente sfacciati da mobilitare classi di studenti»; un mese dopo scrisse che aveva avuto conferma da un membro del ministero degli Esteri della veridicità della storia secondo cui «gli insegnanti avevano armato gli studenti con dei bastoni, in modo che potessero distruggere i negozi ebraici».
La distruzione di un così grande numero di sinagoghe, case di preghiera e centri culturali fu il più grave colpo inferto al patrimonio artistico e culturale ebraico d'Europa: tra gli edifici erano annoverati alcuni tra i monumenti più importanti e significativi dell'architettura sinagogale tedesca, come il Leopoldstädter Tempel di Vienna, la sinagoga maggiore di Francoforte sul Meno, la sinagoga nuova di Hannover, la sinagoga nuova di Breslavia e molte altre. L'11 novembre fu presentato a Heydrich un resoconto secondo cui erano state abbattute 76 sinagoghe e altre 191 incendiate, demoliti 29 grandi magazzini, devastati 815 negozi e 117 abitazioni private. Le stime successive indicano che durante il pogrom furono distrutte almeno 520 sinagoghe, ma la cifra totale in realtà supera il migliaio; anche i dati sui danni inferti ad attività e case, in realtà, ammonterebbero almeno a 7 500 negozi e abitazioni distrutti e saccheggiati. Le vittime ufficialmente furono 91, ma il numero effettivo, destinato a rimanere ignoto, fu più verosimilmente compreso tra 1 000 e 2 000, specie se si considerano i maltrattamenti subiti dagli ebrei maschi dopo il loro arresto (e protrattisi in alcuni casi per giorni) e i 300 suicidi almeno, causati dal panico e dalla disperazione del momento

### Conseguenze immediate
Con la Notte dei cristalli, secondo lo storico Daniel Goldhagen, i tedeschi chiarirono in modo definitivo questioni che peraltro erano già sotto gli occhi di tutti: in Germania non c'era più posto per gli ebrei e per liberarsene i nazisti anelavano allo spargimento di sangue e alla violenza fisica; da un punto di vista psicologico, distruggere le istituzioni e i simboli di una comunità equivale a distruggere la sua gente, compiendo un «atto di pulizia generale», che sempre Goldhagen indica come un sostanziale presagio al genocidio che si sarebbe compiuto pochi anni dopo.
Complessivamente, fra il 9 e il 16 novembre, circa 30 000 ebrei maschi furono arrestati e condotti nei campi di Buchenwald, Dachau e Sachsenhausen; la popolazione di Buchenwald raddoppiò da circa 10 000 internati alla metà di settembre a 20 000 due mesi più tardi. Insieme alla maggior parte degli ebrei provenienti da Treuchtlingen, il noto pianista e accademico Moritz Mayer-Mahr fu prelevato a Monaco e condotto a Dachau, dove fu costretto a restare all'aperto e sull'attenti insieme agli altri per ore e ore nel freddo di novembre, con indosso solo i calzini i pantaloni, la maglietta e la giacca. I campi erano in situazione igieniche terribili, con poche latrine improvvisate per migliaia di uomini e nessuna possibilità di lavarsi; inoltre, la maggior parte dei detenuti fu costretta a dormire per terra. Fra il 1933 e il 1936 il tasso di mortalità a Dachau era compreso da un minimo di 21 a un massimo di 41 individui all'anno; nel settembre 1938 persero la vita dodici prigionieri e in ottobre altri dieci. Dopo l'arrivo degli internati ebrei a seguito della Notte dei cristalli, i morti salirono a 115 in novembre e a 173 in dicembre, a dimostrazione (secondo lo storico Richard J. Evans) del notevole inasprimento della brutalità nei confronti degli ebrei nei campi di detenzione durante e dopo i pogrom di novembre.
Il ministero della Propaganda si affrettò a presentare al mondo tali episodi come una spontanea esplosione di legittima collera popolare: «Troppo duro è stato l'attacco sferrato contro di noi dal giudaismo internazionale perché fosse possibile reagire soltanto a parole», dichiarava l'11 novembre ai suoi lettori il Göttinger Tageblatt. Lo stesso giornale dichiarò poi che «dopo essere stata repressa per decenni, la furia antigiudaica si è finalmente scatenata. Per questo gli ebrei devono ringraziare il loro fratello Grünspan [Grynszpan], i suoi mentori, spirituali o materiali che siano, e loro stessi». Il pezzo concludeva con l'oltremodo falsa assicurazione che gli ebrei «nel corso degli incidenti sono stati trattati abbastanza bene». Analogamente, con uno sprezzo per la verità che travalicava persino quello consueto, il principale quotidiano di propaganda nazista Völkischer Beobachter proclamò:
L'11 novembre, ancora sul Völkischer Beobachter, Goebbels attaccò la stampa straniera «prevalentemente giudaica», rea di essere ostile alla Germania. In un articolo, apparso contemporaneamente su più periodici, il ministro della Propaganda definì semplicemente menzogneri tali resoconti, affermando come la naturale reazione al vile assassinio di vom Rath fosse derivata da un «istinto sano» della società tedesca, che Goebbels definì orgogliosamente «un popolo antisemita. Un popolo che non trae piacere né diletto a vedere limitati i propri diritti né a essere provocato, come nazione, dalla parassitaria razza ebraica»; in conclusione, egli asserì che la nazione tedesca aveva fatto tutto ciò che era in suo potere per mettere fine alle manifestazioni e che non aveva nulla di cui vergognarsi. L'opinione pubblica internazionale invece reagì con un misto di orrore e di incredulità al pogrom: per molti osservatori stranieri esso costituì, anzi, un punto di svolta al loro sguardo sul regime nazista.
Il 12 novembre si tenne un incontro presso il ministero dei Trasporti aerei a Berlino per discutere la «questione ebraica», sotto la presidenza di Hermann Göring e con la partecipazione dei ministri dell'Interno, della Propaganda, delle Finanze e dell'Economia. In quella riunione si decise di multare gli ebrei di un miliardo di marchi e di dare impulso decisivo ad «arianizzare» l'economia tedesca, tanto che il ministro dell'Economia Walther Funk stabilì che dal 1º gennaio 1939 nessun ebreo sarebbe più potuto essere a capo di un'attività commerciale. Già la sera dello stesso giorno fu annunciata la multa comminata agli ebrei tedeschi e la loro emarginazione totale dalla vita economica del paese entro il primo giorno del 1939. Quel giorno fu pure decisa la loro esclusione da tutti i luoghi di intrattenimento; il 13 Goebbels spiegò al popolo berlinese che «aspettarsi che un tedesco sieda accanto ad un ebreo in un teatro o in un cinema equivale a degradare l'arte tedesca. Se i parassiti non fossero stati trattati fin troppo bene in passato, non sarebbe stato necessario sbarazzarsene tanto rapidamente adesso». Il giorno successivo il ministro dell'Educazione, Bernhard Rust, emise un decreto che vietò a ogni ebreo di iscriversi a qualunque università tedesca o austriaca e ventiquattr'ore più tardi i figli degli ebrei tedeschi furono banditi dalle scuole nazionali con effetto immediato. Il 16 novembre il presidente degli Stati Uniti d'America Franklin Delano Roosevelt annunciò alla radio che egli riusciva «a stento a credere» che la campagna antisemita tedesca «potesse aver luogo nel ventesimo secolo della civiltà» e, sulla scia di questa indignazione, il sindaco di New York Fiorello La Guardia (la cui madre era ebrea) diede a tre capi ebrei della polizia l'incarico di proteggere il consolato tedesco della città.

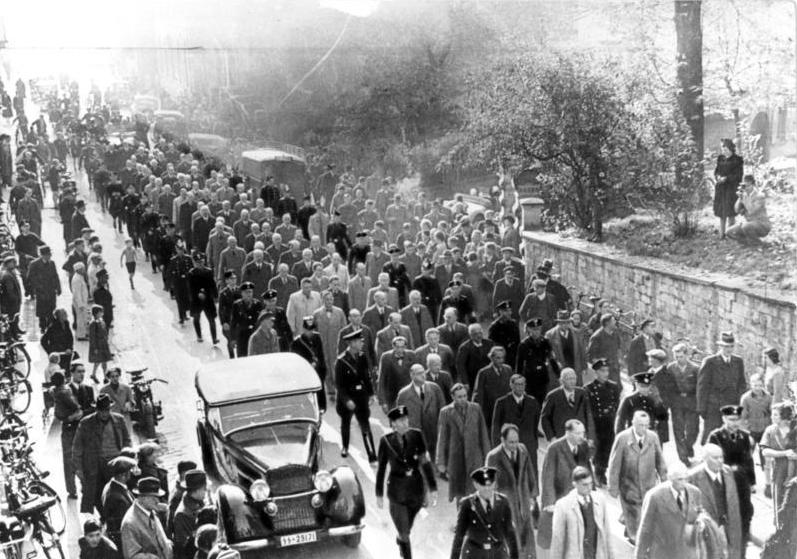
Colonna di ebrei arrestati nel Baden-Baden diretti verso i campi di detenzione

Sempre il 16 novembre Heydrich ordinò di porre fine all'ondata di arresti di ebrei maschi innescata dal pogrom, ma non con il semplice intento di restituirli alla vita di prima: tutti gli ebrei sopra la sessantina, quelli malati o handicappati e quelli coinvolti in una procedura di arianizzazione dovevano essere liberati immediatamente. Il rilascio degli altri era legato in molti casi a un loro impegno formale a lasciare il paese. L'emigrazione, peraltro, si era delineata come l'unica alternativa per loro, ma pochi erano gli stati esteri disposti ad accoglierli, contingenza che rese drammatica la loro situazione: il 15 novembre un inviato britannico scrisse da Berlino che «le voci che certi paesi abbiano allentato le restrizioni producono il risultato di centinaia di ebrei che accorrono ai loro consolati, solo per scoprire che le voci sono false». Ad esempio, oltre 300 ebrei si recarono al consolato dell'Argentina a Berlino, ma solo due riuscirono a esibire i requisiti necessari per presentare la domanda di entrata nel paese, mentre «folle di ebrei spaventati» continuavano ad apparire davanti ai consolati britannici e statunitensi «implorando di ottenere dei permessi di soggiorno [...] tuttavia pochissimi di loro si assicurarono i permessi». La normalità per gli ebrei divenne impossibile e, a peggiorare il clima di terrore in cui vivevano, il quotidiano ufficiale delle SS Das Schwarze Korps affermò che in caso di qualsiasi tipo di "rappresaglia ebraica" al di fuori della Germania e in risposta ai fatti del 9-10 novembre, «noi useremo i nostri ostaggi ebrei in maniera sistematica, indipendentemente da quanto certa gente possa trovarlo scioccante. Seguiremo il principio proclamato dagli ebrei: 'Occhio per occhio, dente per dente'. Ma prenderemo migliaia di occhi per un occhio, migliaia di denti per un dente».
Solo nel gennaio 1939 Heydrich ordinò alle autorità di polizia del paese di rilasciare dai campi di concentramento tutti gli internati ebrei in possesso dei documenti necessari per l'espatrio, notificando loro che vi sarebbero stati rinchiusi a vita se mai avessero fatto ritorno in Germania. Appena liberati, agli ex detenuti venivano concesse tre settimane per lasciare la nazione ma, paradossalmente, le politiche naziste stavano rendendo sempre più difficile l'espulsione. Le formalità burocratiche che accompagnavano le istanze per l'emigrazione erano infatti talmente complesse da rendere spesso insufficiente il tempo concesso. Inoltre, fintantoché le organizzazioni ebraiche ebbero a che fare con funzionari del ministero dell'Interno (ex nazionalisti o membri del Partito di centro) le cose funzionarono abbastanza bene, ma quando il 30 gennaio 1939 Göring passò l'intera incombenza burocratica al Centro nazionale per l'emigrazione ebraica sotto il controllo di Heydrich, emigrare per gli ebrei divenne sempre più complicato. Ancora, il blocco dei capitali impediva loro di pagare le spese per l'espatrio: difatti tra gli obiettivi del Centro vi era quello di «dare la priorità all'emigrazione dei giudei più indigenti» poiché, come si leggeva in una circolare del ministero degli Esteri del gennaio 1939, «ciò avrebbe alimentato l'antisemitismo dei paesi occidentali in cui essi trovano asilo [...] Va sottolineato come sia nell'interesse nazionale fare in modo che gli ebrei lascino i confini del paese da accattoni, perché più gli emigranti sono poveri, maggiore è l'onere che rappresentano per il paese che va a ospitarli».
Secondo Richard Evans il pogrom può essere quindi compreso unicamente nel contesto dell'iniziativa del regime atta a costringere gli ebrei a emigrare e dunque ad eliminare totalmente la loro presenza in Germania. Non a caso in un rapporto dell'SD fu osservato che l'emigrazione degli ebrei era: «notevolmente diminuita [...] fin quasi a interrompersi a causa dell'atteggiamento di chiusura dei paesi stranieri e per le insufficienti scorte di valuta in loro possesso. Vi aveva poi contribuito l'atteggiamento di rinuncia degli ebrei, le cui organizzazioni si limitavano a tirare avanti nell'assolvere al proprio compito, viste le continue pressioni cui erano sottoposte da parte delle autorità. I fatti di novembre hanno profondamente modificato questa situazione». La «prassi radicale attuata contro gli ebrei in novembre», proseguiva il rapporto, aveva «accresciuto al massimo grado la volontà di emigrazione» e, sfruttando questa situazione, nei mesi seguenti furono presi vari provvedimenti per tradurre questa volontà in atto.

### Reazioni internazionali

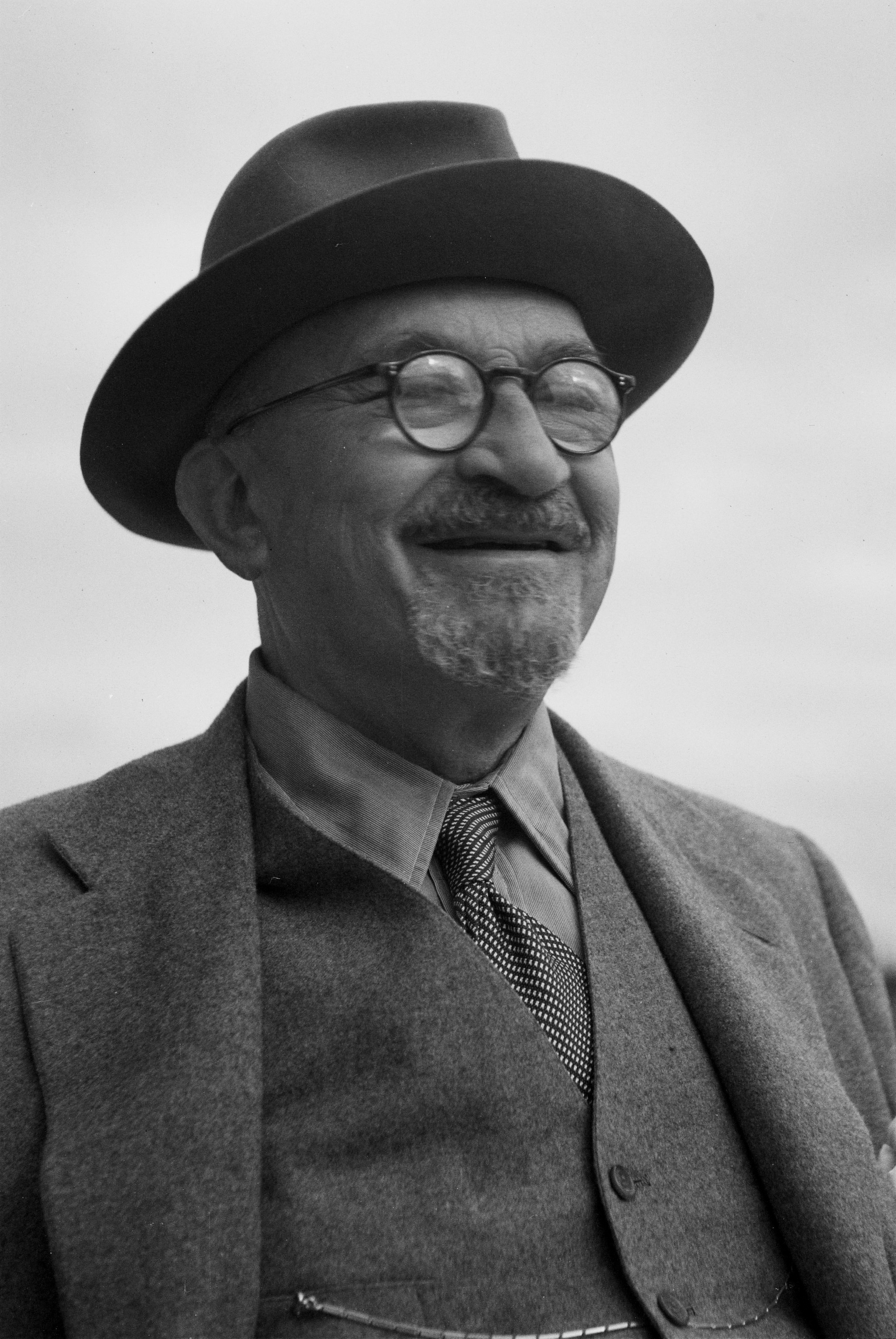
Nel discorso di apertura del Consiglio generale sionista a Londra dell'11 novembre 1938, Chaim Weizmann affermò: «Mentre milioni di persone in tutto il mondo oggi festeggiano l'Armistizio, non c'è pace per gli ebrei. Apriamo questa sessione alla luce degli incendi delle sinagoghe che bruciano in tutta la Germania, e delle urla di dolore delle vittime e del pianto di migliaia di ebrei nei campi di concentramento»

Sei settimane prima della Notte dei cristalli si era svolta la cruciale conferenza di Monaco, dalla quale il primo ministro britannico Neville Chamberlain era tornato proclamando «la pace per la nostra epoca». Il pogrom di novembre sortì un tale duro colpo a quella speranza che, il 18 novembre, il cancelliere dello Scacchiere Sir John Allsebrook Simon parlò di come la prospettiva di pace fosse «stata gettata via negli ultimi giorni, a fronte di uno sviluppo che [aveva] profondamente sconvolto e commosso il mondo»; il destino degli ebrei, aggiunse, «fa sorgere inevitabilmente forti sentimenti sia di orrore che di solidarietà». A tal proposito il 20 novembre, sulle pagine del The Observer, fu scritto come ormai «i membri del ministero britannico non si fanno illusioni. Con loro immenso dispiacere riconoscono che tutto ciò che è accaduto in Germania negli ultimi dieci giorni significa un definitivo ritardo alle prospettive di pacificazione in Europa». Lo stesso giorno il presidente Roosevelt annunciò che avrebbe chiesto al Congresso di consentire a circa 15 000 rifugiati tedeschi già presenti negli Stati Uniti di rimanere nel paese a «tempo indeterminato», in quanto sarebbe stato «crudele e disumano costringere i profughi, la maggior parte dei quali erano ebrei, a ritornare in Germania per trovarsi di fronte a un potenziale maltrattamento, campi di concentramento o altri tipi di persecuzione». Tuttavia non appoggiò la richiesta delle organizzazioni ebraiche statunitensi di unificare le quote di immigrazione dei successivi tre anni per il solo 1938, il che avrebbe permesso fino a 81 000 ebrei di entrare nel paese in tempi brevi. Anche il governo britannico fu messo sotto pressione perché facesse di più per i rifugiati; in una seduta del 21 novembre alla Camera dei comuni, il laburista Alderman Logan affermò: «Parlo da cattolico, partecipando dal profondo del mio cuore alla causa degli ebrei. Ho udito menzionare la questione economica. Se non possiamo soddisfare i criteri di civiltà, se non riusciamo a portare la luce del sole nella vita della gente senza essere preoccupati dalla questione dei soldi, la civiltà è condannata. Oggi si offre alla nazione inglese un'opportunità di prendere un'adeguata posizione fra le nazioni del mondo». Al termine del dibattimento il governo annunciò che «a un larghissimo numero di bambini ebrei tedeschi sarebbe stato permesso di entrare in Gran Bretagna».
Nel frattempo in vari paesi si alzarono voci di solidarietà per gli ebrei tedeschi e di riprovazione contro il governo nazista: a Washington fu proposto di rendere disponibile la fertile, ma quasi disabitata, penisola di Kenai in Alaska ad almeno 250 000 rifugiati, «indipendentemente dalla loro religione e dalle loro disponibilità economiche», ma per varie resistenze politiche la proposta fu accantonata. Nei Caraibi, il 18 novembre, l'Assemblea legislativa delle Isole Vergini votò a favore di una risoluzione che offriva ai rifugiati del mondo un posto dove «la loro cattiva sorte potesse aver fine», ma il segretario di Stato Cordell Hull bloccò l'iniziativa, in quanto «incompatibile con la legislazione esistente». Due giorni più tardi il Consiglio nazionale ebraico della Palestina si offrì di accogliere 10 000 bambini ebrei tedeschi: le spese per l'operazione sarebbero state sostenute dalla comunità ebraica palestinese e dai «sionisti di tutto il mondo». L'offerta fu discussa al Parlamento britannico assieme alla proposta successiva di accogliere anche 10 000 adulti; il segretario delle Colonie Malcolm MacDonald menzionò l'imminente conferenza fra il governo britannico e i rappresentanti degli arabi palestinesi, degli ebrei palestinesi e degli stati arabi, facendo presente che se fosse stato concesso quanto il consiglio chiedeva, si sarebbe corso il rischio di creare forti tensioni. Pertanto la richiesta fu in ultimo respinta. Il giorno successivo, 21 novembre, papa Pio XI stigmatizzò l'esistenza di una razza ariana superiore e insisté sull'esistenza di un'unica razza umana; la sua asserzione fu messa in discussione dal ministro del Lavoro nazista Robert Ley che, il 22, dichiarò a Vienna: «Nessun sentimento di compassione sarà tollerato nei confronti degli ebrei. Rifiutiamo l'affermazione del papa secondo cui non esisterebbe che un'unica razza. Gli ebrei sono parassiti». Sulla scia delle parole di Pio XI alcuni eminenti uomini di chiesa condannarono la Notte dei cristalli, come i cardinali Alfredo Ildefonso Schuster di Milano, il cardinale belga Jozef-Ernest Van Roey e il cardinale di Parigi Jean Verdier. Peraltro l'Italia fascista aveva promulgato le leggi razziali già in settembre, che impedivano agli ebrei impieghi statali, governativi o nell'insegnamento: molti ebrei italiani, tedeschi e austriaci tentarono dunque di accedere in Svizzera; ma fin dal 23 novembre il capo del dipartimento federale della Polizia svizzera Heinrich Rothmund protestò ufficialmente con il ministro degli Esteri a proposito dei rifugiati ebrei. Questo è solo un piccolo esempio di come, se da una parte si fossero alzate voci a favore degli ebrei, dall'altra le correnti innatiste e xenofobe stessero esercitando pressione sui rispettivi governi per arrestare il flusso di emigranti ebrei dalla Germania che, di fatto, videro chiudersi numerose vie di fuga e salvezza. 
In Polonia esisteva il partito furiosamente antisemita Endecja di Roman Dmowski che, durante gli anni trenta, aveva richiamato una vasta coalizione di classi medie attorno a un'ideologia dal profilo spiccatamente fascista. Dopo il 1935 la Polonia fu governata da una giunta militare e l'Endecja si trovò all'opposizione, il che non le impedì di organizzare in tutto il paese boicottaggi di negozi e aziende ebraiche, spesso con un buon contorno di violenze. Nel 1938 il partito al governo adottò un programma in tredici punti sulla questione ebraica, in cui si proponevano varie misure volte a consolidare l'estraneità istituzionale degli ebrei alla vita dello Stato; l'anno successivo essi erano ormai esclusi dagli albi professionali anche se in possesso dei previsti titoli universitari: la classe dirigente stava così adottando in misura sempre più massiccia una serie di politiche originariamente avanzate dai nazisti in Germania. Una proposta di legge per un equivalente polacco delle Leggi di Norimberga fu avanzata da un suo gruppo parlamentare nel gennaio 1939. Idee e iniziative analoghe si potevano osservare in questo periodo in altri paesi dell'Europa centrorientale in lotta per creare una nuova identità nazionale, in particolare Romania e Ungheria. Questi avevano i propri movimenti fascisti (rispettivamente la Guardia di Ferro e il Partito delle Croci Frecciate), entrambi caratterizzati da un fanatismo antigiudaico simile a quello nazista. Come in territorio tedesco, l'antisemitismo era strettamente legato a un nazionalismo radicale, all'idea che la presunta imperfezione dello Stato fosse da imputare in primo luogo all'influenza negativa dei giudei: tali stati seguirono l'esempio nazista e, dopo il pogrom del novembre 1938, inasprirono i loro provvedimenti antiebraici sulla falsariga tedesca e ne adottarono in gran parte i criteri razziali. Perciò la Germania, se fu il caso più eclatante di segregazione antisemita, non fu affatto la sola a puntare all'escissione totale e violenta delle minoranze ebraiche dalla propria società.

### Reazioni della Chiesa tedesca
La notte dei cristalli venne pressoché ignorata dal clero del posto; l'unico riferimento, indiretto peraltro, all'evento venne fatto un mese dopo dalla Chiesa confessante: dopo aver dichiarato che Gesù Cristo era "l'espiazione dei nostri peccati" e "anche l'espiazione dei peccati del popolo ebraico", il messaggio continuava con le seguenti parole: "Siamo legati come fratelli a tutti i credenti in Cristo della razza ebraica. Non ci separeremo da essi e chiediamo loro di non separarsi da noi. Esortiamo tutti i membri delle nostre congreghe a condividere il dolore materiale e spirituale dei nostri fratelli e sorelle cristiani di razza ebraica e ad intercedere per essi nelle loro preghiere a Dio". Gli ebrei in quanto tali erano esclusi dal messaggio di compassione e, com'è stato notato, "il solito riferimento al popolo ebraico nel suo complesso era una menzione dei loro peccati». A livello individuale, come riportano delle testimonianze della sorveglianza sul territorio nazista, alcuni pastori si espressero «in maniera critica riguardo alle azioni contro gli ebrei» Allo stesso modo il 10 novembre 1938 il preposto Bernhard Lichtenberg della cattedrale di Sant'Edvige disse che «il tempio che è stato date alle fiamme è anch'esso la Casa di Dio» e «che in seguito avrebbe pagato con la vita i suoi sermoni pubblici in difesa degli ebrei deportati a Est». In un sermone per la vigilia di Capodanno di quell'anno, Michael von Faulhaber, cardinale e arcivescovo cattolico, disse invece: «Questo è uno dei vantaggi della nostra epoca; alla più alta carica del Reich abbiamo l'esempio di un modo di vita semplice e modesto, che rifugge l'alcol e la nicotina».

## Dai pogrom di novembre all'Olocausto
(Alfons Heck)

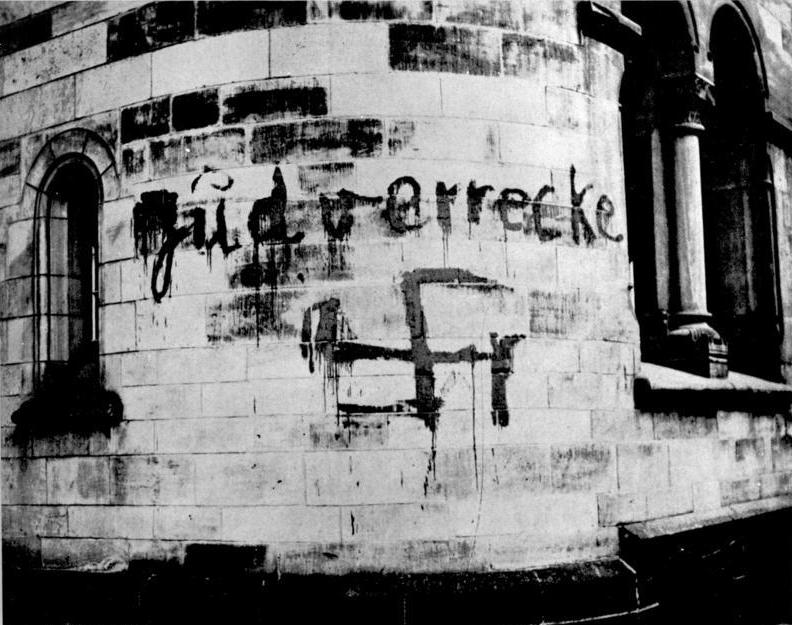
Scritta antisemita sul muro della sinagoga di Düsseldorf, 1933 o 1934

Il pogrom del 9 e 10 novembre fu la terza ondata di violenza antisemita in Germania, ben peggiore di quelle del 1933 e del 1935 (coincidenti rispettivamente con il boicottaggio nazista del commercio ebraico e con l'emanazione delle leggi di Norimberga): iniziata nella primavera 1938, continuò e si ingigantì quale accompagnamento alla crisi diplomatica internazionale dell'estate-autunno che portò agli accordi di Monaco. Secondo lo storico Kershaw, «quella notte mise a nudo agli occhi del mondo la barbarie del regime nazista»; entro i confini tedeschi portò a immediate misure draconiane volte alla totale segregazione degli ebrei tedeschi e, inoltre, a una nuova elaborazione dell'indirizzo antisemita da quel momento in poi sotto il diretto controllo delle SS, per cui si costituì un percorso unico costituito dalle tappe della guerra, dell'espansione territoriale e dell'eliminazione degli ebrei. Kershaw sostiene che all'indomani del Novemberpogrome la certezza di tale collegamento si consolidò non solo nelle menti delle SS, ma anche in Hitler e nella cerchia dei suoi più stretti collaboratori: peraltro, fin dagli anni venti, il Führer non si era discostato dall'idea che la salvezza tedesca sarebbe dovuta necessariamente passare da una lotta titanica per la supremazia in Europa e nel mondo, contro il «nemico più potente di tutti, forse addirittura più potente del Terzo Reich: il giudaismo internazionale». La Notte dei cristalli ebbe su Hitler un profondo impatto: da decenni egli covava sentimenti che fondevano paura e avversione in una patologica immagine degli ebrei quale incarnazione del male che minacciava la sopravvivenza tedesca. Accanto alle ragioni concrete di accordo con Goebbels riguardo all'opportunità di dare una spinta alla legislazione antiebraica e alla forzata emigrazione, nella mente del Führer il gesto di Grynszpan fu la prova della "cospirazione mondiale giudaica" volta a distruggere il Reich. Nel prolungato contesto di crisi in politica estera, oscurato dallo spauracchio sempre presente di un conflitto internazionale, il pogrom aveva come rievocato le presunte connessioni - presenti nella distorta concezione hitleriana fin dal 1918-19 e formulate pienamente nel Mein Kampf - tra il potere degli ebrei e la guerra.
Allo stesso tempo l'evento segnò, in Germania, l'ultimo eccesso di un antisemitismo violento assimilabile ai pogrom. Fin dal 1919 Hitler, che pure non era del tutto contrario a simili mezzi, aveva sottolineato che la «soluzione della questione ebraica» non sarebbe stata violenta. Furono soprattutto gli immensi danni materiali provocati, l'autentico disastro diplomatico riflesso nella pressoché universale condanna della stampa internazionale e in minor misura le critiche (ma non alla stringente legislazione antiebraica che fece loro seguito) di ampi settori della cittadinanza tedesca a consigliare l'abbandono di tali pratiche razziste. Al posto della brutale persecuzione subentrò sempre di più una coordinata e sistematica linea di condotta antiebraica, definita "razionale" e affidata alle SS: il 24 gennaio 1939 Göring creò un Ufficio centrale per l'emigrazione ebraica con sede a Vienna, sotto il comando di Reinhard Heydrich, che in linea di massima ebbe sempre come obiettivo l'emigrazione forzata, che dopo il Novemberpogrome ebbe nuovo e radicale impulso. Il passaggio di tale compito alle SS diede inoltre inizio a una nuova fase della politica antisemita, la quale compì un passo cruciale sulla strada che ebbe nelle camere a gas e nei campi di sterminio il suo punto d'arrivo. All'apertura della conferenza di Wannsee, nel gennaio 1942, Heydrich avrebbe fatto ricorso all'incarico ricevuto da Göring per varare i provvedimenti volti allo sterminio del popolo ebraico.
La maggior parte dei dirigenti del partito nazista e della burocrazia fu contraria al pogrom organizzato da Goebbels, in quanto preoccupata delle reazioni all'estero e dei danni economici interni, e al termine della riunione del 12 novembre Göring dichiarò che avrebbe fatto di tutto per impedire nuove sommosse e azioni violente. I pogrom del novembre 1938 furono l'ultima occasione lasciata alla violenza antiebraica per scatenarsi nelle strade della Germania, sì che nel settembre 1941, quando Goebbels diramò il decreto che ordinava agli ebrei di portare la stella gialla, il capo della Cancelleria del partito Martin Bormann emanò ordini al fine di contenere qualsiasi smodata reazione popolare. In realtà l'indignazione dei vertici nazisti verso l'idea del pogrom e delle violenze per le strade era dettata dalla sola motivazione che quel genere di azioni sfuggiva al loro controllo ed erano fondamentalmente deleterie per l'immagine della Germania; viceversa, i membri del partito erano convinti che la «questione ebraica» andasse programmata in modo sistematico e razionale, non lasciata in mano alla furia popolare. Da allora ci si sarebbe occupati degli ebrei in ambito «legale» – vale a dire secondo metodi sperimentati di pianificazione e organizzazione dall'alto con il determinante concorso logistico della burocrazia, che ebbe parte importante nel genocidio.

### Reazioni nel partito nazista

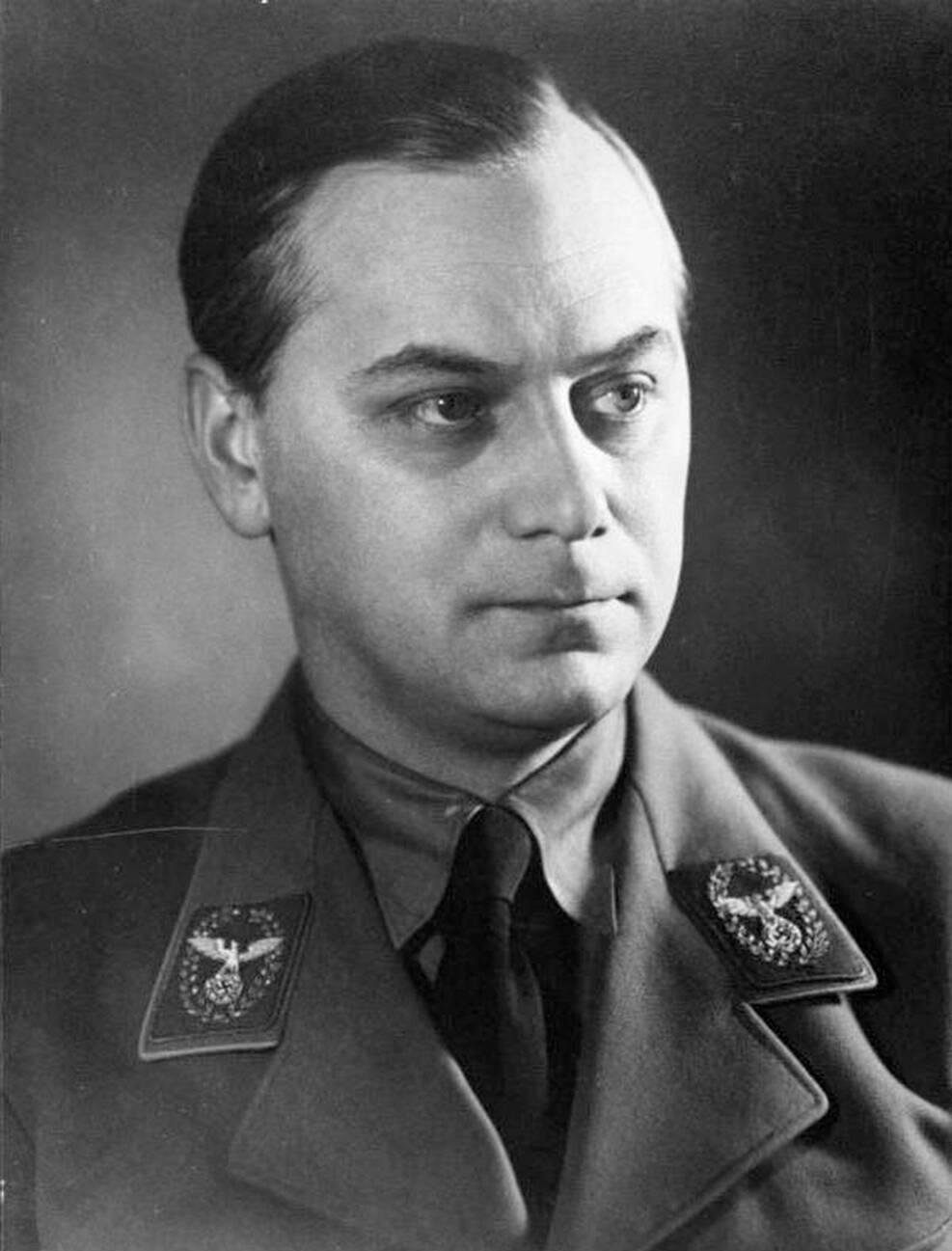
Alfred Rosenberg

Gli alti comandi di polizia e SS, anch'essi riuniti a Monaco ma non presenti al discorso di Goebbels, seppero dell'azione antisemita quando già aveva avuto inizio. Heydrich, che si trovava all'Hotel Vier Jahreszeiten, ne fu informato verso le 23:20 dall'ufficio della Gestapo di Monaco, dopo l'inoltro dei primi ordini a partito e SA; cercò immediatamente Himmler per avere direttive in merito alla condotta della polizia. Il Reichsführer-SS fu contattato mentre si trovava a Monaco con Hitler, il quale, venuto a conoscenza della richiesta di ordini, rispose, con ogni probabilità su suggerimento dello stesso Himmler, che le SS dovevano restare fuori dalle violenze. Precisò altresì che qualsiasi membro delle SS fosse stato intenzionato a partecipare ai disordini, avrebbe dovuto farlo solo in abiti civili: i due gerarchi, infatti, preferivano un approccio razionale e sistematico nei confronti della «questione ebraica».
Le SS e la polizia ufficiale tedesca si lamentarono di «non [essere] stati informati». Nella notte, come il capo dello stato maggiore generale di Himmler Karl Wolff ebbe notizie del pogrom, avvisò il suo superiore e si decise di entrare in azione «per evitare un saccheggio generalizzato». I commenti di Himmler in un memorandum destinato ai suoi archivi bollarono Goebbels come un «cervello vuoto» e «assetato di potere», che aveva dato il via a un'operazione in «un momento in cui la situazione [in Germania] è molto grave». Riportò anche il seguente commento: «Quando ho chiesto al Führer cosa ne pensasse, ho avuto l'impressione che non sapesse niente degli avvenimenti». 
Pure Albert Speer riferì di «un Hitler apparentemente dispiaciuto e quasi imbarazzato» che non avrebbe voluto quegli «eccessi». Dalle sue parole pare di intuire che, presumibilmente, fosse stato Goebbels a trascinare Hitler in quella situazione. Ancora qualche settimana dopo gli eventi, Alfred Rosenberg non nutriva alcun dubbio sulle responsabilità del detestato ministro della Propaganda «nell'ordinare un'azione a nome del Führer sulla base di una sua direttiva generale». Il Reichsminister Hermann Göring si recò da Hitler non appena allertato e apostrofò il ministro della Propaganda come «troppo irresponsabile» per non aver valutato gli effetti disastrosi sull'economia del Reich dell'iniziativa razziale; Göring sentiva infatti che era in gioco la sua credibilità quale plenipotenziario del piano quadriennale: egli si lamentò che, se da un lato si obbligava ai cittadini di non buttare via tubetti di dentifricio usati, chiodi arrugginiti e oggetti smessi di qualsiasi natura, dall'altro si lasciavano impunite sconsiderate devastazioni di beni di valore. Lo stesso ministro dell'Economia Walther Funk (subentrato all'inizio del 1938 a Hjalmar Schacht alla guida del ministero dell'Economia), subito dopo aver appreso dei fatti, telefonò irritato a Goebbels e iniziò un alterco: Funk, però, lasciò cadere ogni protesta quando si sentì rispondere che, presto, il Führer avrebbe inoltrato a Göring l'ordine di escludere gli ebrei dalla vita economica.
I saccheggi compiuti per arricchimento personale crearono diversi problemi nel partito. Vi furono critiche in particolare per gli atti vandalici che avevano distrutto (invece di confiscare) beni patrimoniali e merci indispensabili di cui la Germania aveva bisogno, oltre a mettere le compagnie di assicurazioni tedesche in forte difficoltà, se si pensa ad esempio, che «i danni per la sola gioielleria Magraf [completamente svuotata dai saccheggi] erano valutabili in un milione e settecentomila Reichsmark». Lo storico Raul Hilberg, nella sua opera La distruzione degli Ebrei d'Europa, rileva che tra gli estesi danni provocati dalla Notte dei cristalli i «più gravi furono le reazioni estere»: per quanto la censura tedesca si fosse adoperata perché non filtrassero immagini delle violenze, la notizia rimase per settimane sulle prime pagine della stampa estera. Oltre alle relazioni diplomatiche, ne risentirono i rapporti commerciali e il boicottaggio verso le forniture di ogni tipo di prodotti tedeschi «si intensificò». L'ambasciatore tedesco a Washington descrisse al ministro degli Esteri il clima ostile che aveva prodotto il pogrom: se fino a quel momento l'opinione pubblica americana era rimasta in silenzio, ora fra gli strati sociali era scoppiata la protesta aperta, anche fra i «tedeschi americanizzati»; aggiunse poi che quell'ostilità generalizzata aveva rivitalizzato «il boicottaggio dei prodotti tedeschi [tanto] che al momento, non si intravedono possibili scambi commerciali». Hilberg sottolineò il danno a tutto ciò che fosse «appannaggio degli esportatori, degli esperti in armamenti, e di tutto ciò che aveva a che fare con le valute estere»: con i soprusi del 9-10 novembre «per la prima volta, molti dettaglianti, grossisti e importatori si associarono nel boicottaggio». Furono annullati contratti in Stati Uniti, Canada, Francia, Regno Unito e Jugoslavia, con un calo del 20% e fino al 30% per le esportazioni tedesche; addirittura molte imprese tedesche "ariane" operanti all'estero optarono per rescindere accordi e collegamenti con quelle in Germania: «nei Paesi Bassi una delle maggiori società di import-export, la Stockies en Zoonen di Amsterdam, che fino ad allora aveva rappresentato marchi importanti come la Krupp, DKW, BMW e la filiale tedesca della Ford, mise fine a ogni suo contratto con la Germania e preferì vendere prodotti britannici».
Secondo lo storico Kershaw, Hitler fu probabilmente preso alla sprovvista dall'entità della Notte dei cristalli, cui peraltro aveva dato via libera (come in numerosi altri casi di autorizzazioni di massima, in modo estemporaneo e privo di veste formale) durante la concitata conversazione con Goebbels nel municipio. Di sicuro il profluvio di critiche giunte da Göring, Himmler e da altri gerarchi nazisti gli fece capire che la situazione avrebbe potuto sfuggire di mano e che le violenze stavano diventando controproducenti; allo stesso tempo, però, Kershaw si chiede cosa Hitler avesse potuto aspettarsi di diverso, soprattutto in base alle informazioni sui primi incidenti registrati il giorno 8 e al fatto che egli stesso si era pronunciato contro un severo intervento delle forze dell'ordine per frenare le violenze antisemite. Nei giorni successivi si premurò dunque di adottare una linea ambigua sulla vicenda. Evitò di lodare Goebbels, o di mostrare apprezzamento per i fatti accaduti, ma altresì si astenne dal condannare o prendere esplicitamente le distanze dall'impopolare ministro della Propaganda, in pubblico o nella cerchia più intima di collaboratori. Per Kershaw, dunque, «nulla di tutto questo depone a favore di un'aperta violazione o distorcimento dei voleri del Führer» da parte di Goebbels: più giusto sarebbe parlare di un senso di imbarazzo del Führer, che si rese conto come un'azione da lui approvata avesse suscitato una condanna quasi unanime persino nelle alte sfere del regime. Infatti Friedländer riportò come «uno degli aspetti più rivelatori degli eventi del 7-8 novembre [fosse] il silenzio, in pubblico e finanche "in privato" (almeno a giudicare dai diari di Goebbels) mantenuto da Hitler e Goebbels».
Anche i capi delle forze armate in certi casi si espressero scandalizzati dall'"ignominia culturale" di quanto era avvenuto, evitando peraltro di muovere proteste ufficiali in tal senso. Il profondo antisemitismo che allignava tra le forze armate implicava che da quel lato non vi fosse da aspettarsi alcuna opposizione di fondo al radicalismo nazista. Tipica di tale mentalità fu una lettera scritta da uno stimato uomo d'armi come il colonnello generale Werner von Fritsch, a quasi un anno dalla sua forzata messa a riposo e passato solo un mese dal pogrom di novembre. A quanto risulta, la Notte dei cristalli lo aveva profondamente indignato, ma, al pari di molti altri, per questioni di metodo e non di merito. Egli considerava che dopo l'ultima guerra, per tornare nuovamente grande, la Germania doveva trionfare in tre distinte battaglie: quella contro la classe lavoratrice - secondo il generale già vinta da Hitler - quella contro l'ultramontanismo cattolico e quella contro gli ebrei, ancora in corso di svolgimento. «E la lotta contro gli ebrei» osservava Fritsch «è la più dura. È doveroso auspicare che tale difficoltà risalti ovunque».
In ogni caso, all'ora di pranzo del 10 novembre Hitler comunicò a Goebbels di voler introdurre misure economiche draconiane contro gli ebrei nel Reich: esse si basavano sull'idea perversa di presentare loro il conto delle proprietà israelite andate distrutte per mano nazista, risparmiando il gravoso risarcimento danni alle società assicurative tedesche; le vittime, in altre parole, furono riconosciute colpevoli di quanto subito e pagarono con la confisca dei beni, dato che non ebbero alcuna reintegrazione. Secondo Kershaw, la paternità di Goebbels, in seguito sostenuta da Göring, del progetto di infliggere alla comunità ebraica una multa di un miliardo di marchi non è sicura; più probabilmente fu Göring, in qualità di responsabile del piano quadriennale, a ventilare la proposta in colloqui telefonici avuti quel pomeriggio con Hitler e, forse, anche con Goebbels. Né si può escludere un'iniziativa del Führer, per quanto Goebbels non ne avesse fatto parola soffermandosi sulla volontà di «severissimi provvedimenti» manifestata dal cancelliere a pranzo: in ogni caso, il suggerimento dovette incontrare il favore di Hitler. Già nel suo memorandum del 1936 sul piano quadriennale aveva del resto affermato, vista la necessità di affrettare i preparativi economici in vista della guerra, l'intenzione di imputare agli ebrei qualsiasi guasto subito dall'economia tedesca. Con l'adozione di tali misure, Hitler decretava altresì «l'adempimento della soluzione economica» e ordinava in linea di massima ciò che era destinato ad accadere: forma concreta a questi piani fu data nel corso della riunione convocata da Göring per la mattina del 12 novembre al ministero dell'Aeronautica, cui presenziarono più di cento alti funzionari.

### La conferenza del 12 novembre 1938
Tra i principali convocati alla conferenza del 12 novembre 1938 vi furono Goebbels, Funk, il ministro delle Finanze Lutz Graf Schwerin von Krosigk, Heydrich, il luogotenente generale della polizia d'ordine (la principale forza di polizia della Germania nazista) Kurt Daluege, Ernst Wörmann per il ministero degli Esteri e Hilgard in qualità di rappresentante delle compagnie di assicurazioni tedesche, assieme a numerose altre personalità interessate. Göring avviò il suo intervento con un tono deciso e dichiarò di avere ricevuto da Hitler ordine scritto e verbale di provvedere alla definitiva espropriazione degli ebrei, rivendicando che l'obiettivo primario era la confisca e non la distruzione dei beni ebraici:
Quindi si diede la parola a Hilgard, che affermò che le vetrine rotte erano assicurate per sei milioni di Reichsmark ma, poiché quelle più costose provenivano da fornitori belgi, «bisognava ripagarne almeno la metà in valuta estera»; c'era poi un fatto noto a pochi, ovvero che quelle vetrine «appartenevano non tanto a commercianti ebrei ma ai proprietari tedeschi degli immobili». Lo stesso problema si ripropose per i beni saccheggiati: «a titolo di esempio i danni per la sola gioielleria Magraf erano valutabili in un milione e settecentomila Reichsmark», facendo notare inoltre che il totale dei danni ai soli immobili ammontava a venticinque milioni di Reichsmark. Heydrich aggiunse che se si valutavano anche «le perdite dei beni di consumo, la diminuzione del gettito fiscale e altri svantaggi indiretti», il danno si aggirava sul centinaio di milioni, considerato che erano stati saccheggiati ben 7 500 negozi; Daluege puntualizzò che in molti casi i prodotti non appartenevano ai negozianti ma erano di proprietà dei grossisti tedeschi; prodotti, aggiunse Hilgard, che bisognava rimborsare. Fu dopo questa analisi che Göring si rivolse con rammarico a Heydrich:
Nella riunione furono quindi decise le modalità con cui ripagare i danni dividendo le parti in causa per categorie:

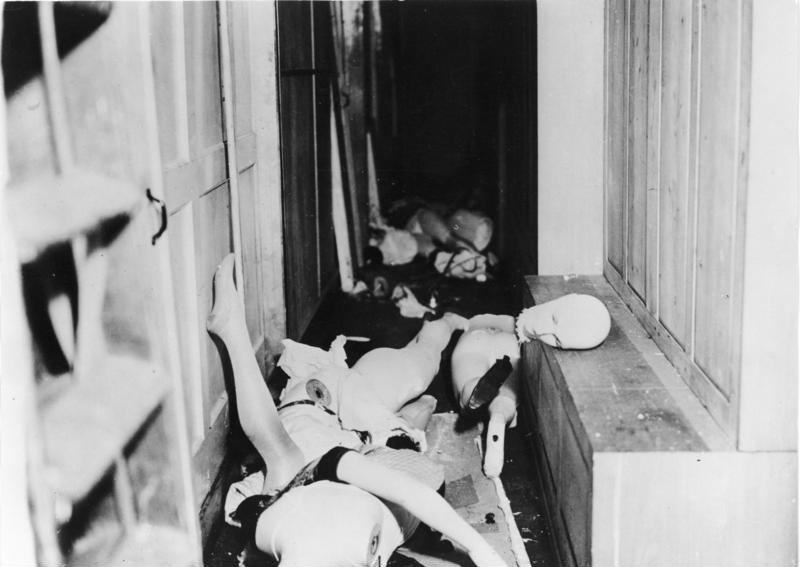
Alcuni beni di un negozio ebreo a Monaco, distrutti

- nessun compenso sarebbe stato devoluto per ripagare i beni degli ebrei non assicurati; questi, qualora ritrovati, non dovevano inoltre essere restituiti, bensì confiscati dallo Stato;
- gli averi dei tedeschi assicurati (vetrine e merci) sarebbero stati rimborsati dalle assicurazioni nazionali;
- infine, per i beni degli ebrei assicurati, le indennità dovute sarebbero state pagate dalle assicurazioni al Reich e non alla parte lesa[99].

L'onere delle riparazioni alle proprietà immobiliari fu assegnato agli stessi proprietari ebrei «per riportare la via al suo aspetto abituale», e con un ulteriore decreto fu stabilito che gli ebrei potevano dedurre il costo di quelle riparazioni «dalla loro quota di ammenda di un miliardo di Reichsmark». Hilgard riconobbe che le compagnie tedesche avrebbero dovuto assolvere all'impegno, perché in caso contrario la clientela non si sarebbe più fidata delle assicurazioni tedesche, lamentandosi però di questo con Göring nella speranza che il governo avrebbe compensato tali perdite con versamenti segreti. Tuttavia Hilgard ottenne solo la promessa di un gesto, che sarebbe stato fatto nei confronti delle compagnie di assicurazione più piccole, ma solo in caso di «assoluta necessità». Una terza questione era rappresentata dalle sinagoghe distrutte: Göring le considerò un fastidio minore e tutti concordarono nel considerarle al di fuori della categoria "proprietà tedesca", così «lo sgombero delle macerie fu assegnato a carico delle comunità ebraiche». Il quarto problema affrontato fu l'eventualità di processare i tedeschi che si erano resi colpevoli degli atti vandalici; a questo proposito il ministero della Giustizia «[decise] per decreto che gli Ebrei di nazionalità tedesca non avevano alcun diritto a risarcimento nel complesso dei casi risultanti dagli incidenti dell'8-10 novembre». I partecipanti alla riunione parlarono pure degli ebrei stranieri, che avrebbero potuto usare la via diplomatica per far valere le proprie ragioni presso i rispettivi paesi (per esempio gli Stati Uniti) e far «attuare delle rappresaglie». Göring affermò che gli Stati Uniti erano uno «Stato gangster» e che da molto tempo si sarebbero dovuti ritirare tutti gli investimenti tedeschi laggiù effettuati, ma alla fine convenne con Wörmann che era un problema che meritava considerazione.
Ultima questione da risolvere, la più complessa, era quella riguardante gli atti compiuti durante il pogrom che «il codice penale considerava come crimini»: ruberie, assassinii, stupri. La questione fu esaminata tra il 13 e il 26 gennaio 1939 dal ministro della Giustizia Franz Gürtner e i «giudici delle più alte corti», da lui convocati. Roland Freisler, il gerarca più importante dopo Gürtner al ministero, spiegò «che bisognava distinguere tra processi contro i membri del Partito e processi contro coloro che non lo erano»; per la seconda categoria egli pensava di procedere subito, mantenendo un basso profilo ed evitando azioni legali per «fatti minori». Come fece notare un procuratore, non si poteva processare alcun accusato affiliato al Partito se prima non fosse stato espulso, «a meno di non perseguire le gerarchie: non c'era forse la possibilità di presumere che avessero agito in seguito ad un ordine preciso?». Il Tribunale supremo del Partito si riunì in febbraio per decidere sui trenta nazisti che avevano commesso degli «eccessi». Ventisei di costoro avevano ucciso degli ebrei, ma nessuno di loro fu cacciato o processato, nonostante la preventiva individuazione da parte dell'istituzione giuridica, nei loro confronti, di motivazioni «ignobili». I restanti quattro che avevano violentato alcune donne ebree (contravvenendo così alle leggi razziali) furono privati della tessera di appartenenza e affidati a «tribunali regolari» per i processi. Si trattava di crimini di natura morale che non potevano trovare giustificazione nel pogrom: erano perciò individui che avevano visto nella sommossa solo un pretesto per compiere le loro azioni violente.

### Inasprimento dellaJudenpolitik
Appena conclusa la riunione, scattò una multa collettiva di 1 miliardo di marchi quale ammenda per l'omicidio di vom Rath. Il 21 novembre fu fatto obbligo ai contribuenti ebrei di cedere allo Stato entro il 15 agosto 1939 un quinto dei propri averi, quali risultavano dalla registrazione dell'aprile precedente, in quattro rate; in ottobre la quota fu aumentata a un quarto, poiché fu spiegato che non era stata raggiunta la somma prevista – anche se la cifra raccolta la superava in realtà di almeno 127 milioni di marchi. Inoltre, fu loro imposto di ripulire a proprie spese le strade dalle sporcizie lasciate dal pogrom e di pagarsi da soli i danni provocati dall'assalto delle camicie brune. In ogni caso tutti i risarcimenti delle compagnie assicurative a proprietari ebrei (225 milioni di marchi) furono confiscati dallo Stato che, assieme alla multa e alle tasse contro la fuga di capitali, riuscì a estorcere alla comunità ebraico-tedesca ben più di 2 miliardi di marchi, prima ancora di mettere in conto i profitti dell'arianizzazione dell'economia.
Al di là di qualche divergenza di dettaglio, Göring, Goebbels e gli altri partecipanti alla conferenza del 12 novembre 1938 convennero di spiccare una serie di decreti che dessero forma concreta ai vari piani di espropriazione discussi nelle settimane e nei mesi precedenti. Il Führer stabilì che agli ebrei dovesse essere negato l'accesso ai vagoni letto e carrozze ristorante sui treni a lunga percorrenza e confermò il diritto di vietare loro l'ingresso in ristoranti, alberghi di lusso, piazze pubbliche, strade frequentate e quartieri residenziali alla moda; frattanto era entrato in vigore il divieto di frequentare le lezioni universitarie. Il 30 aprile 1939 furono loro tolti i diritti di inquilinato, che di fatto fu un preludio alla ghettizzazione: il padrone di casa avrebbe potuto sfrattarli senza appello a patto di offrire una sistemazione alternativa, per quanto misera, mentre le amministrazioni comunali potevano ordinare loro di subaffittare parte delle proprie abitazioni ad altri ebrei. Dalla fine del gennaio 1939 furono loro revocate anche le agevolazioni fiscali, assegni familiari compresi. Da quel momento il regime di tassazione degli ebrei fu ad aliquota unica, la massima prevista. Un altro provvedimento emanato il 12 novembre, il «primo decreto per l'esclusione degli ebrei dalla vita economica tedesca», li estromise da quasi tutte le occupazioni remunerative rimaste, ordinando il licenziamento in tronco, senza liquidazione o pensioni di sorta, di quanti ancora le praticavano. Qualche settimana dopo, il 3 dicembre, un «decreto sullo sfruttamento dei beni ebraici» ordinava l'arianizzazione delle restanti aziende di proprietà israelita, autorizzando lo Stato, se necessario, a nominare degli amministratori fiduciari per completare il procedimento: già il 1º aprile 1939, quasi 15 000 delle 39 000 aziende ebraiche che risultavano ancora in attività un anno prima erano state messe in liquidazione, circa 6 000 erano state arianizzate, poco più di 4 000 erano in corso di arianizzazione e altre 7 000 circa erano sotto inchiesta con lo stesso scopo. Sin dal 12 novembre la stampa ripeté senza soluzione di continuità che tale operazioni costituiva una «legittima ritorsione per il vile omicidio di vom Rath».

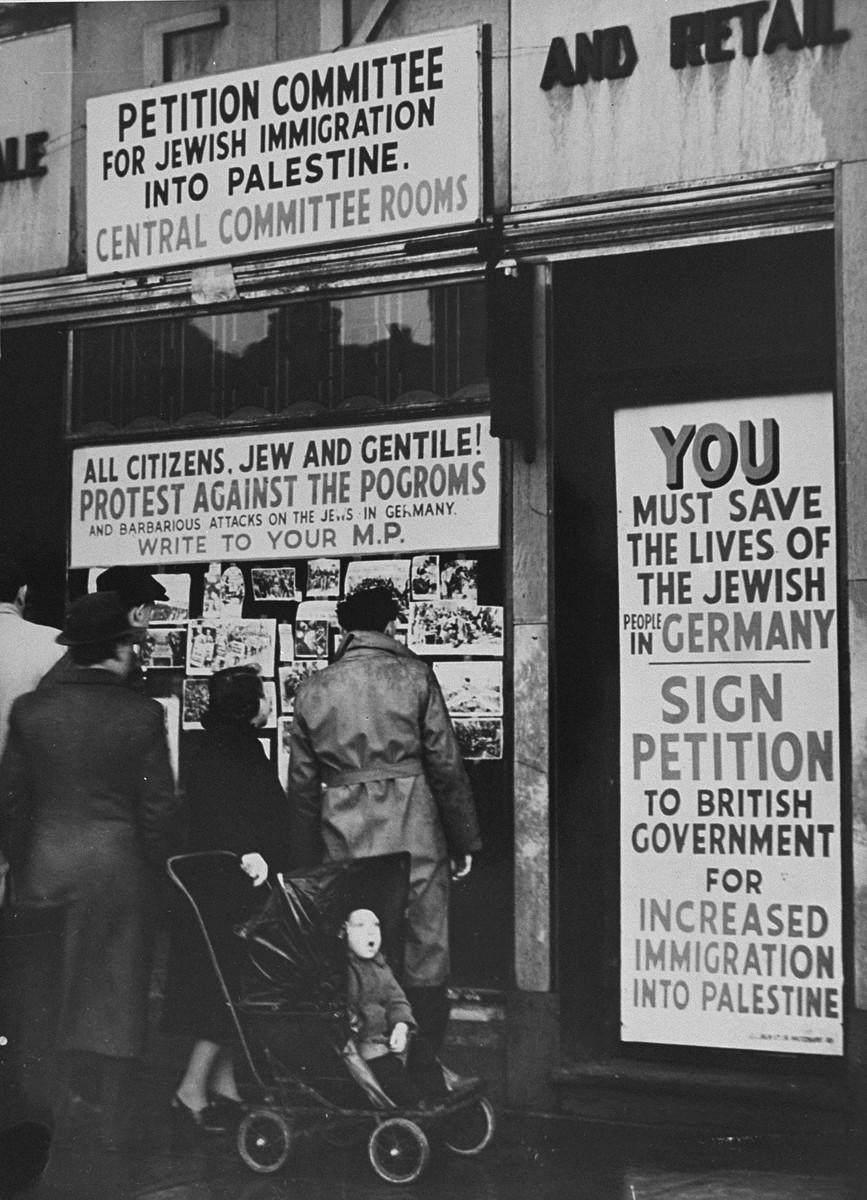
Cartelli di protesta nei confronti delle restrizioni imposte dal governo britannico all'immigrazione in Palestina, Londra, novembre 1938

Il 21 febbraio 1939 era stato fatto obbligo agli ebrei di depositare contanti, titoli e valori (con eccezione delle fedi matrimoniali) su speciali conti bloccati, da cui era possibile prelevare solo in virtù di un'autorizzazione ufficiale praticamente mai concessa. Quindi il governo tedesco si appropriò dei conti in questione senza alcun indennizzo per gli intestatari e, di conseguenza, quasi tutti gli ebrei ancora in Germania rimasero senza mezzi finanziari; si rivolsero in massa, per il sostentamento, all'Associazione nazionale ebrei tedeschi creata il 7 luglio 1938: fu lo stesso Hitler a ordinare di tenerla in vita onde evitare al Reich di accollarsi il sostegno degli ebrei in miseria. Tuttavia fu deciso che i giudei impoveriti e disoccupati che non avevano ancora raggiunto l'età pensionabile – circa la metà della popolazione residua – dovessero invece lavorare per il Reich; un piano ventilato già nell'ottobre 1938 e poi consolidato nel corso di una riunione convocata da Göring il 6 dicembre. Due settimane più tardi, alla luce del consistente aumento di disoccupati ebrei, l'ente nazionale del lavoro diede ordine ai vari uffici di collocamento sparsi per il paese di trovare un'occupazione agli ebrei, in modo tale da aumentare la disponibilità di manodopera tedesca per la produzione bellica. Il 4 febbraio 1939 Martin Bormann ribadì questa direttiva, assicurandosi però che i lavoratori ebrei fossero separati dagli altri: alcuni furono precettati in lavori agricoli, altri in occupazioni umili di vario genere; in maggio circa 15 000 ebrei disoccupati erano già stati inseriti nei programmi di lavoro coatto, per mansioni quali raccolta di immondizie, nettezza urbana e costruzioni stradali. Per facilitarne la separazione dagli altri lavoratori, queste ultime divennero in breve il loro principale settore d'impiego. Nell'estate ben 20 000 ebrei erano stati adibiti a lavori pesanti nei cantieri autostradali: un'occupazione per la quale molti di loro erano fisicamente del tutto inadatti. Benché su scala ancora relativamente ridotta, era già evidente nel 1939 che, una volta scoppiata la guerra, il lavoro coatto degli ebrei avrebbe raggiunto proporzioni ben più vaste e, già all'inizio dell'anno, erano stati elaborati progetti per la creazione di speciali campi di lavoro in cui sistemare i coscritti.
Le intimidazioni e i provvedimenti legislativi sortirono il loro effetto: in seguito al pogrom e all'ondata di arresti, l'emigrazione ebraica dalla Germania s'impennò; ebrei terrorizzati affollavano le ambasciate e i consolati stranieri alla disperata ricerca di un visto. Il numero esatto di coloro che riuscirono nell'impresa è pressoché impossibile da accertare ma, secondo le statistiche delle stesse organizzazioni ebraiche, alla fine del 1937 si trovavano ancora nel paese circa 324 000 tedeschi di fede giudaica, scesi a 269 000 alla fine del 1938. Nel maggio 1939 erano calati sotto i 188 000, passando a 164 000 all'inizio della seconda guerra mondiale. All'incirca 115 000 lasciarono la Germania tra il 10 novembre 1938 e il 1º settembre 1939, portando il totale degli espatriati dall'avvento del nazismo a circa 400 000 individui, la maggior parte dei quali si stabilì in paesi fuori dall'Europa continentale: 132 000 si rifugiarono negli Stati Uniti, 60 000 in Palestina, 40 000 nel Regno Unito, 10 000 in Brasile, altrettanti in Argentina, 7 000 in Australia, 5 000 in Sudafrica e 9 000 nel porto franco di Shanghai. Agli innumerevoli emigranti si unirono anche molti altri tedeschi classificati come ebrei, che pure professavano la fede giudaica; erano talmente numerosi quelli che fuggivano in preda al terrore senza un visto o un passaporto, che gli Stati confinanti cominciarono ad allestire per loro dei campi profughi. Prima della Notte dei cristalli la questione della convenienza dell'emigrazione, in seno alla comunità tedesco-ebraica, era stata al centro di continui dibattiti, ma dopo il 10 novembre cadde ogni dubbio. Secondo lo storico Evans:
Fu in questa fase (in seguito alle incontrastate violenze di massa del 9-10 novembre e alla reclusione nei campi di concentramento) che Hitler cominciò a minacciarne il definitivo sterminio. Nei due anni precedenti, sia per ragioni di politica estera, sia per prendere personalmente le distanze da quelli che sapeva essere gli aspetti meno popolari del regime tra la gran maggioranza del popolo tedesco, il Führer si era astenuto da pubbliche manifestazioni di ostilità contro gli ebrei. Ma, dopo la Kristallnacht, Hitler era divenuto impaziente che le potenze riunitesi a luglio a Évian, proprio per discutere l'aumento di quote di rifugiati tedesco-ebrei, incrementassero ancor più il tetto massimo di accoglienze: a questo scopo lasciò intravedere a quale destino sarebbe andata incontro la comunità semita della Germania se fosse stato loro rifiutato l'ingresso in altri paesi; il 21 gennaio 1939 disse al ministro degli Esteri cecoslovacco: «Gli ebrei che vivono tra noi saranno annientati». Il 30 gennaio 1939 Hitler ripeté pubblicamente al Reichstag queste minacce e le allargò su scala europea:
Il pogrom del novembre 1938 rifletté la radicalizzazione del regime nelle ultime fasi di preparazione alla guerra, le quali dovevano consistere, nella mente di Hitler, nella neutralizzazione della presunta minaccia giudaica: i nazisti erano convinti che gruppi di ebrei influenti stessero tramando perché il conflitto si diffondesse oltre l'Europa (dove sapevano che la Germania avrebbe trionfato) e coinvolgesse soprattutto gli Stati Uniti, la loro unica speranza di vittoria nella prospettiva antisemita del regime. Ma per allora la Germania sarebbe stata padrona del continente e avrebbe avuto in pugno la gran maggioranza degli ebrei ivi residenti. Il Führer annunciò che si sarebbe servito di quella contingenza come deterrente a un'entrata in guerra da parte degli statunitensi; in caso contrario, i giudei di tutta Europa sarebbero stati sterminati. Il terrorismo nazista aveva così acquisito una nuova dimensione: la pratica di fare ostaggi su scala più vasta possibile. Profetico in tal senso il titolo di un articolo pubblicato sul numero del Los Angeles Herald Examiner del 23 novembre 1938: «Nazis Warn World Jews Will Be Wiped Out Unless Evacuated By Democracies» ("I nazisti ammoniscono il mondo che gli ebrei saranno spazzati via a meno che non sia evacuati dalle democrazie").

## Nella cultura popolare

### Commemorazioni
Negli anni quaranta e cinquanta la Notte dei cristalli fu raramente ricordata dalle testate giornalistiche tedesche: la prima fu Tagesspiel, quotidiano di Berlino Ovest, che richiamò l'evento per la prima volta il 9 novembre 1945 e poi nel 1948. A Berlino Est, similmente, la rivista ufficiale Neues Deutschland pubblicò degli articoli commemorativi nel 1947 e nel 1948 e, dopo diversi anni di silenzio, nel 1956. Il ventesimo anniversario non fu celebrato e solo il quarantesimo, nel 1978, fu commemorato da tutta la società. Nel 2008, durante le celebrazioni per il settantesimo anniversario della Notte dei cristalli, alla Sinagoga Rykestrasse di Berlino la cancelliera Angela Merkel lanciò un appello affinché «l'eredità del passato serva da lezione per il futuro», denunciò «l'indifferenza verso il razzismo e l'antisemitismo» e affermò che «troppo pochi tedeschi a quel tempo avevano il coraggio di protestare contro la barbarie nazista [...] Questa lezione del passato vale oggi per l'Europa, ma anche per altre realtà, soprattutto i paesi arabi.».
Nel 1998 lo United States Holocaust Memorial Museum rese disponibili sul proprio archivio online tutta la documentazione fotografica del Kristallnacht, assieme ad altri reperti che testimoniano l'Olocausto durante il periodo nazista.
In occasione dell'ottantesimo anniversario della Notte dei cristalli, la stessa Merkel tenne un discorso nella più grande sinagoga del paese a Berlino: ricordò che «lo Stato deve agire coerentemente contro l'esclusione, l'antisemitismo, il razzismo e l'estremismo di destra» e si scagliò contro coloro «che reagiscono con risposte apparentemente semplici alle difficoltà», un riferimento secondo Le Monde all'ascesa del populismo e dell'estrema destra in Germania come in Europa. Il presidente austriaco Alexander Van der Bellen dichiarò nel luogo dell'ex-sinagoga a Leopoldstadt «che dobbiamo guardare alla storia come un esempio di fino a dove possono portare le politiche di esclusione e incitamento all'odio» e aggiunse «di essere vigili in modo che il degrado, la persecuzione e la soppressione dei diritti non potrà mai essere ripetuta nel nostro paese o in Europa».
Nel 2018 le comunità ebraiche europee lanciarono l'«Iniziativa in ricordo della Notte dei Cristalli»: le sinagoghe del continente restano illuminate durante la notte tra il 9 e il 10 novembre di ogni anno. Il rabbino della comunità ebraica triestina disse, a tal proposito: «L'8 novembre, il 30 di Cheshvan, a ottanta anni da quella tragica notte [...] vorremmo ricordare questo momento assieme alle comunità ebraiche di molti altri Paesi e la World Zionist Organisation, con una risposta che segna l'esatto opposto: la celebrazione della vita e la vitalità del popolo ebraico [...] Un inno alla vita e alla speranza, di fiducia nelle future generazioni, trasmettendo loro il messaggio che una luce eterna sarà accesa a garantire la continuità del popolo ebraico». Il 9 novembre 2020 aderì a tale progetto anche la Basilica di San Bartolomeo all'Isola di Roma, il cui rettore spiegò che «mentre in Europa tornano atti odiosi di intolleranza e antisemitismo, noi dobbiamo essere uniti nella memoria e far sentire la nostra voce».

### Nelle arti e nel linguaggio comune

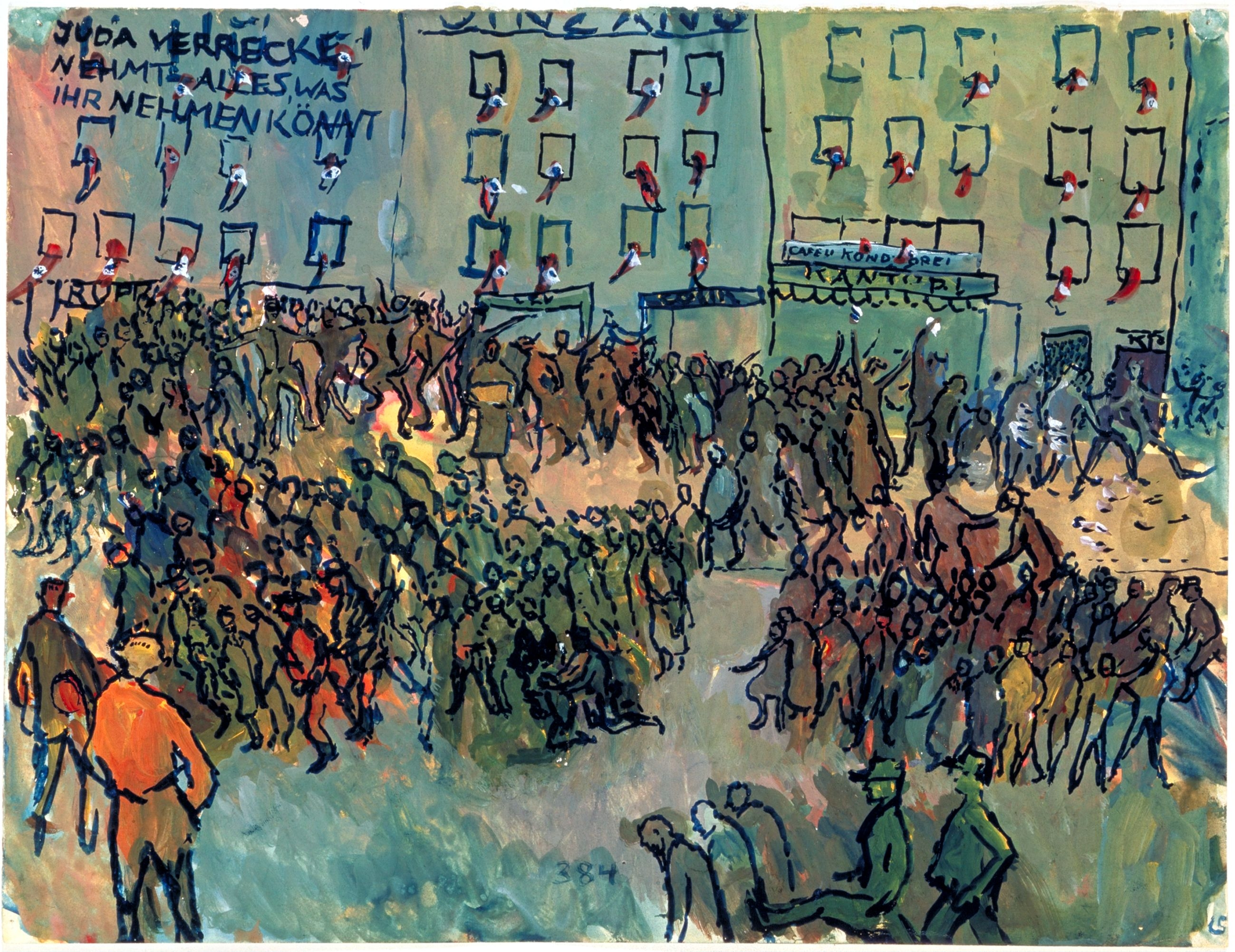
Leben? oder Theater? Ein Singspiel (1940-1942), guazzo su carta di Charlotte Salomon ispirato dalla Notte dei cristalli, custodito allo Joods Historisch Museum

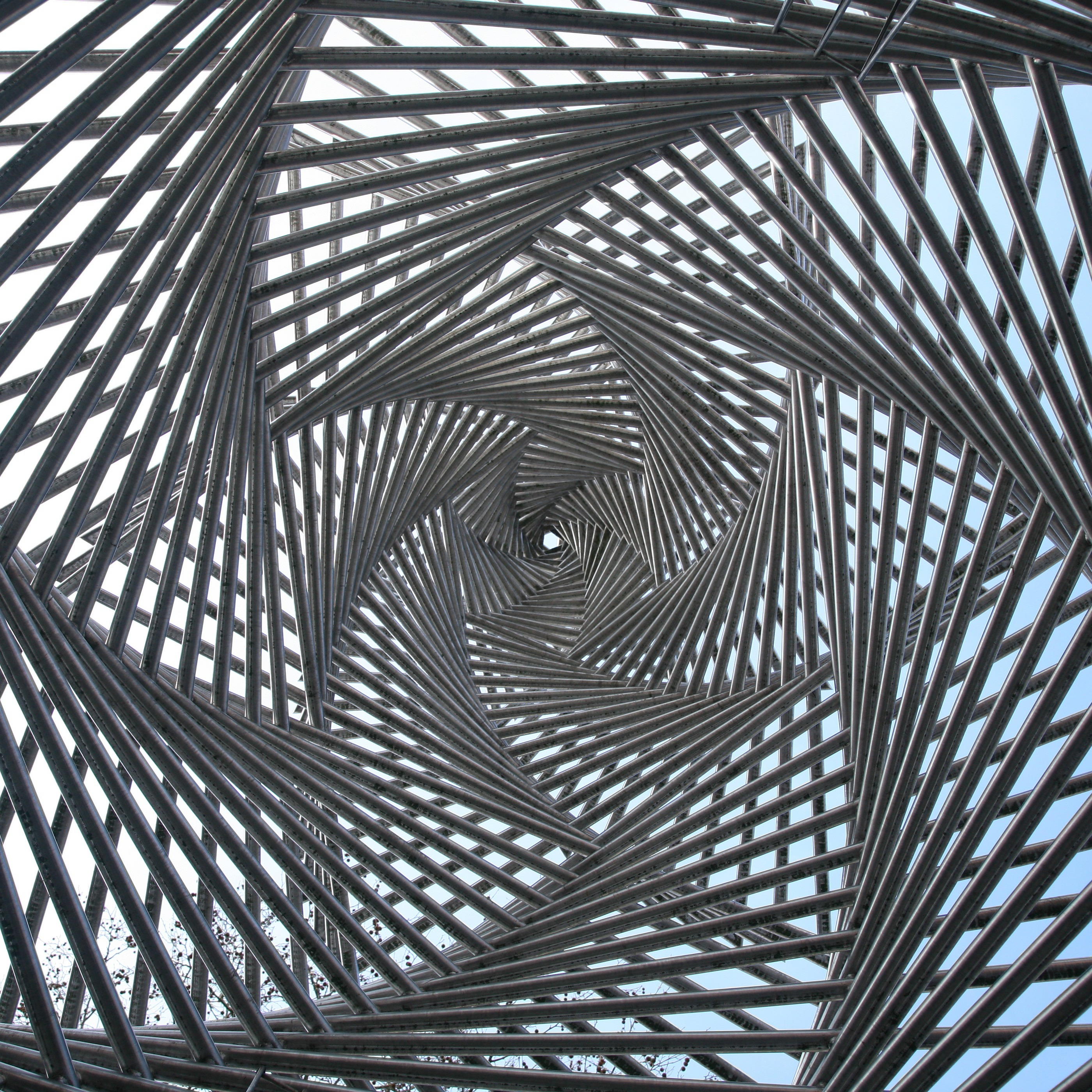
Monumento commemorativo della Notte dei cristalli a Gottinga, opera dell'artista Corrado Cagli, realizzata componendo centinaia di stelle di David, che insieme assumono quasi la forma di una fiamma. È stato realizzato dal 1970 al 1973 sul sito della sinagoga distrutta durante la tragica notte.

Il Novemberpogrome è stato ricordato in molteplici opere, da quelle musicali a quelle letterarie, passando per le arti figurative. Ad esempio il compositore britannico Michael Tippett realizzò tra il 1939 e il 1941 l'oratorio A Child of Our Time, di cui scrisse musica e libretto, ispirandosi alle gesta di Grynszpan e alla conseguente reazione del governo nazista nei confronti degli ebrei; l'elaborato, riletto in un'ottica psicoanalitica fortemente ispirata a Carl Gustav Jung, fu poi sfruttato per trattare dell'oppressione dei popoli e per veicolare il messaggio pacifista di totale comunanza di tutti gli esseri umani.
Il gruppo musicale tedesco kölschrock BAP registrò il brano Kristallnaach, inserito come apertura dell'album Vun drinne noh drusse del 1982: il testo, scritto dal cantante Wolfgang Niedecken nel dialetto di Colonia, riflette il complesso stato d'animo dell'autore nei confronti del ricordo della Notte dei cristalli. Il chitarrista d'avanguardia statunitense Gary Lucas compose nel 1988 Verklärte Kristallnacht, che giustappone, su un tappeto di effetti elettronici e ambientali, l'inno israeliano Hatikvah e alcuni versi di Das Lied der Deutschen, al fine di creare una rappresentazione sonora dell'orrore della Kristallnacht. Il titolo è un riferimento al lavoro giovanile Verklärte Nacht (1899) di Arnold Schönberg, austriaco ebreo emigrato negli Stati Uniti d'America per sfuggire alla persecuzione nazista. Nello stesso anno il pianista Frederic Rzewski scrisse per Ursula Oppens il pezzo Mayn Yngele, basato sull'omonimo canto tradizionale ebraico:

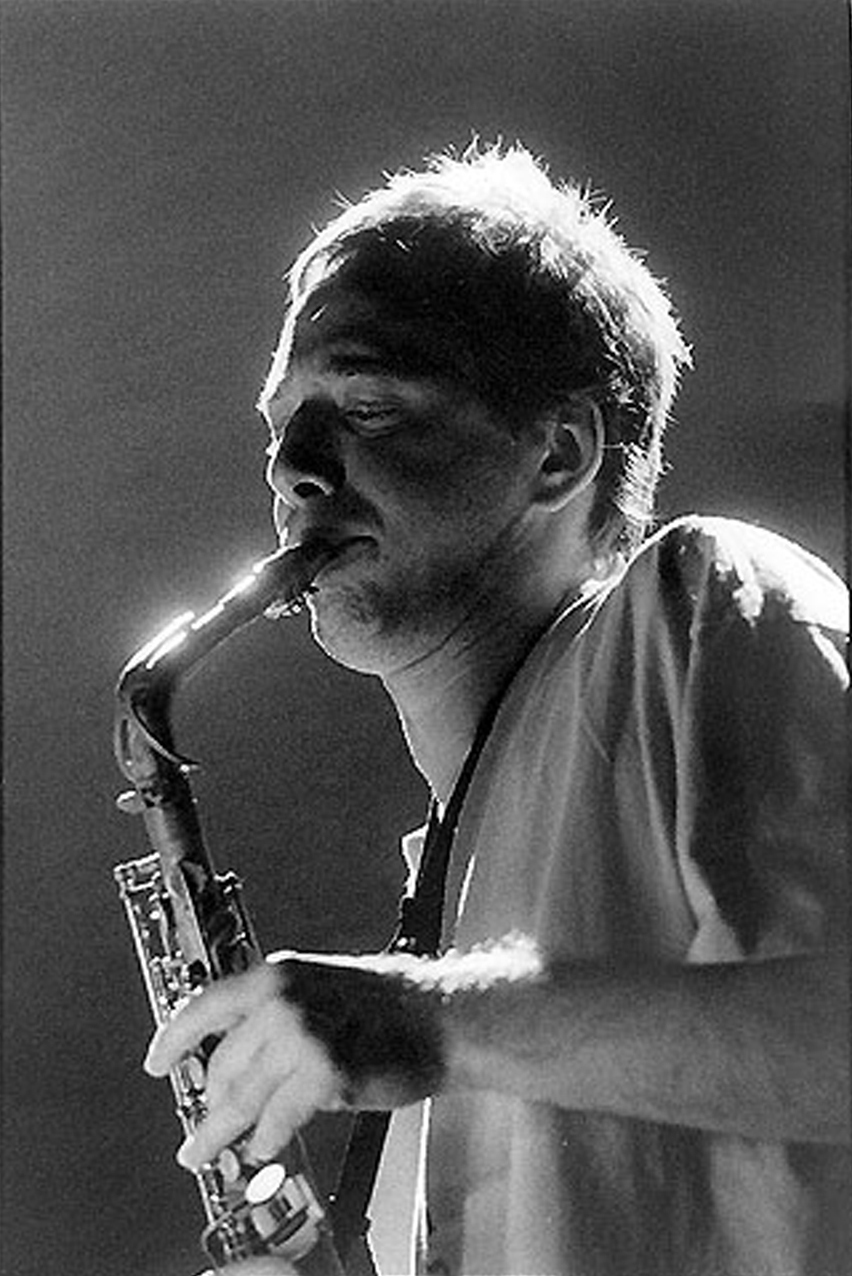
Il musicista John Zorn

Nel 1993 il sassofonista e compositore americano John Zorn pubblicò l'album Kristallnacht, sua prima esplorazione musicale delle proprie radici ebraiche: ispirato non solo all'omonimo evento, ma anche alla storia ebraica dalla diaspora alla creazione dello stato di Israele, venne interamente suonato da un gruppo di musicisti ebrei. La band power metal tedesca Masterplan inserì nel disco di debutto Masterplan (2003) una canzone antinazista intitolata Crystal Night.
Sempre nel 2003 la scultrice francese Lisette Lemieux creò Kristallnacht, per il museo dell'olocausto di Montréal: un'opera costituita da una cornice nera che corre lungo le pareti dell'ingresso della struttura e che presenta la dicitura al neon "TO LEARN – TO FEEL – TO REMEMBER", scritta anche in francese, ebraico e yiddish, «una sequenza visiva continua da sinistra a destra e da destra a sinistra, rispettando l'ordine delle letture semitiche».
Nel 1989 Al Gore, all'epoca senatore del Tennessee e non ancora vicepresidente degli Stati Uniti d'America, in un articolo sul The New York Times coniò la locuzione «Kristallnacht ecologica», riferendosi alla deforestazione e al buco nell'ozono come a eventi che prefigurerebbero una grande catastrofe ambientale, nello stesso modo in cui la Notte dei cristalli avrebbe preannunciato l'Olocausto.
Il pogrom fu spesso citato, direttamente e indirettamente, in numerosi atti di vandalismo nei confronti di proprietà ebraiche: ne sono esempi esplicativi, negli Stati Uniti d'America, alcuni casi di danneggiamento di automobili, librerie e di una sinagoga avvenuti nel quartiere Mildwood di New York nel 2011 – giudicati come «un tentativo di ricreare i tragici eventi della Notte dei cristalli»– e degli avvenimenti similari del 2017, quali il vituperio di più di 150 tombe nel cimitero degli ebrei di Saint Louis (Missouri) e due danneggiamenti arrecati al New England Holocaust Memorial, riportati nel libro del fondatore Steve Ross From Broken Glass: My Story of Finding Hope in Hitler's Death Camps to Inspire a New Generation.

### KristallnachtoReichspogromnacht: dibattito terminologico
Sebbene gli storiografi concordino in linea di massima sul fatto che l'espressione "Notte dei cristalli" (Kristallnacht) sia un riferimento ai vetri infranti delle vetrine dei negozi ebraici che ingombravano i marciapiedi, tuttavia nel tempo ci fu un lungo dibattito terminologico, vertente soprattutto sull'origine dell'espressione e sulla sua reale connotazione. Infatti, se per lo storico Ian Kershaw essa, che diede origine al sarcastico appellativo di Reichskristallnacht, deriverebbe dal modo in cui il popolo tedesco indicava le vetrate frantumate, per Karl A. Schleunes invece sarebbe una denominazione coniata da intellettuali berlinesi. Per Arno J. Mayer e Michal Bodemann, al contrario, sarebbe stata creata dalla propaganda nazista al fine di focalizzare l'attenzione dell'opinione pubblica sui danni materiali, nascondendo i saccheggi e le varie violenze fisiche: tale termine fu poi utilizzato con una connotazione sarcastica da un funzionario del Reichsgau di Hannover in un discorso tenuto il 24 giugno 1939. Lo storico ebraico Avraham Barkai affermò nel 1988 che: «è ora che questo termine, offensivo per la sua minimizzazione, scompaia quanto meno dalle opere storiche».
Nel suo saggio del 2001 Errinern an den Tag der Schuld. Das Novemberpogrom von 1938 in der deutschen Geschiktpolitik, il politologo tedesco Harald Schmid sottolinea la molteplicità dei termini usati per designare la violenza antisemita del 9 e 10 novembre 1938 e la controversa interpretazione data al termine Kristallnacht. Messo in discussione già a partire dal decimo anniversario dell'evento, fu sostituito, nel 1978, dalla denominazione (ritenuta meno offensiva) Reichspogromnacht, che fu stabilmente usata nelle celebrazioni del cinquantesimo anniversario. Tuttavia alcuni storici tedeschi continuarono in alcuni casi a utilizzare l'espressione Kristallnacht. A conferma di tale difformità, durante le commemorazioni per il settantesimo anniversario in Germania, la cancelliera Angela Merkel utilizzò il termine Pogromnacht mentre, a Bruxelles, il presidente del comitato di coordinamento delle organizzazioni ebraiche del Belgio Joël Rubinfeld scelse Kristallnacht.